# Clima italiano

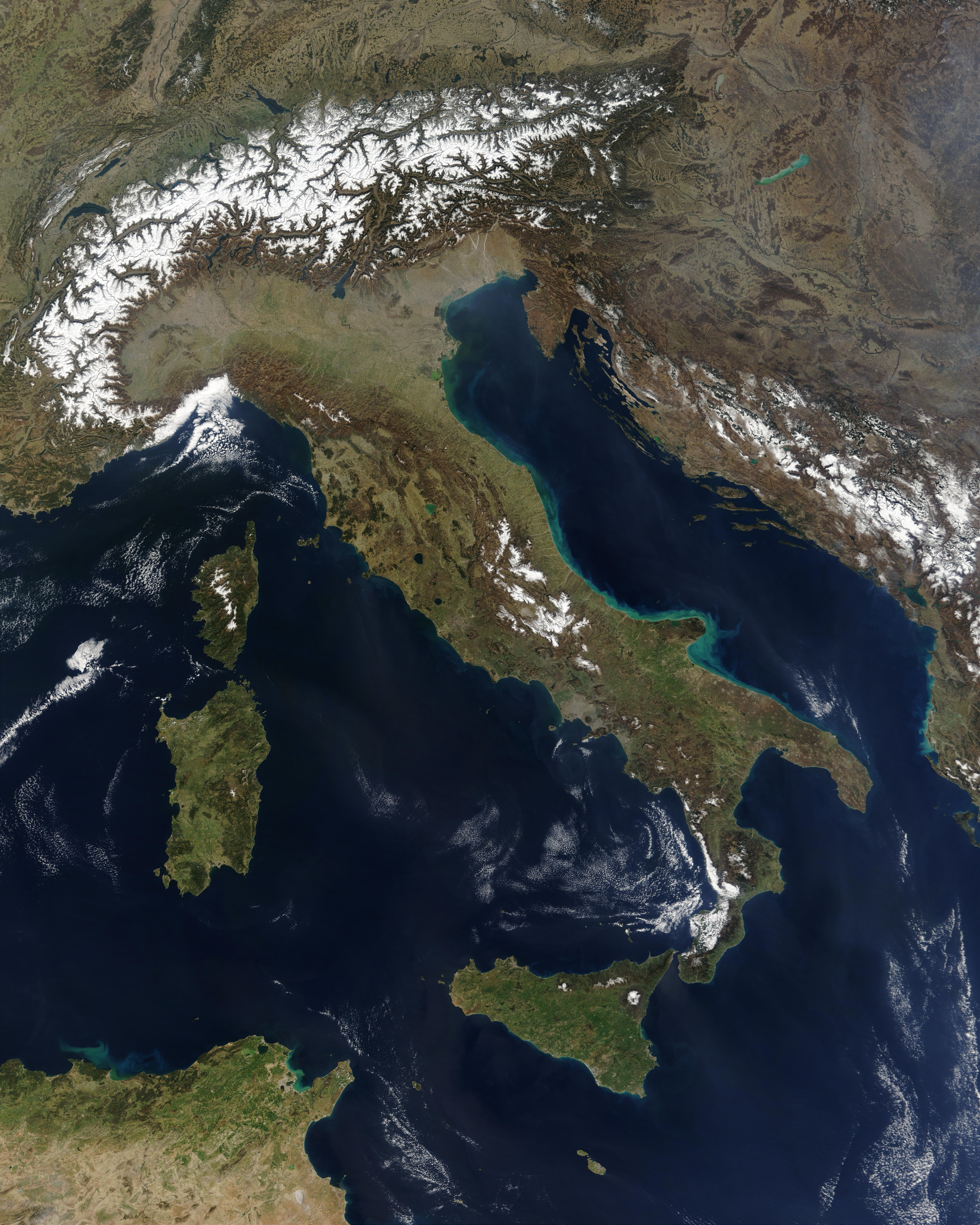
La penisola italiana vista dal satellite in una giornata quasi ovunque serena del marzo 2003. È presente una copertura nuvolosa solo sulla Liguria e sulla Calabria tirrenica; sono visibili gli accumuli di neve sull'arco alpino, sull'Appennino centrale, sulla Sila in Calabria, sul Gennargentu in Sardegna, sui monti della Corsica e sui monti della Sicilia.

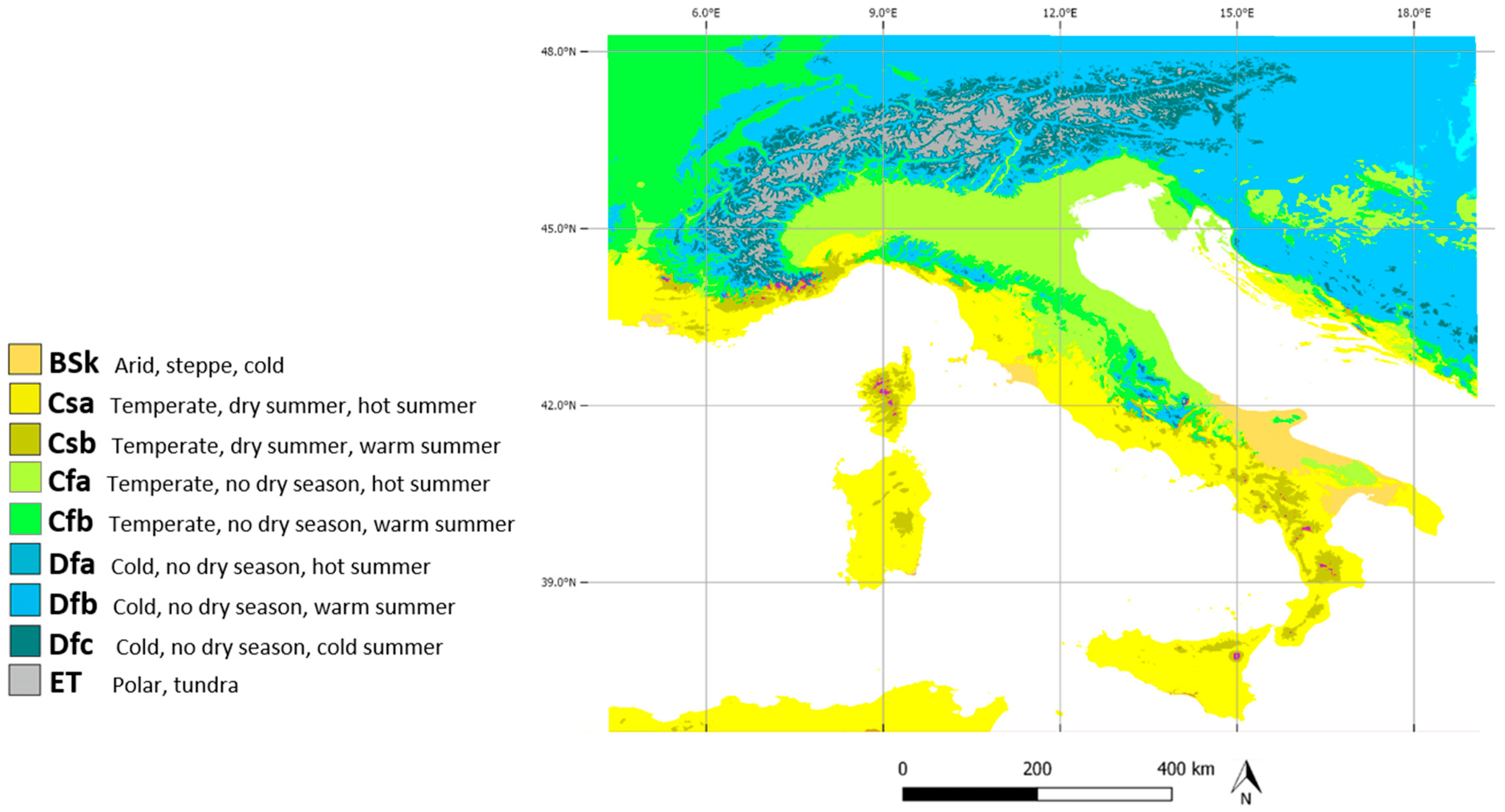
Questa carta mostra il clima Italiano calcolato sul periodo 1981-2016, secondo la classificazione di Wladimir Köppen.

Il clima italiano è il clima che caratterizza la regione italiana, compresa tra 47° 00′ e 35° 30′ di latitudine nord, ovvero posta nel sud della zona temperata dell'emisfero boreale. Nel nord del territorio prevale, secondo la classificazione dei climi di Köppen, un tipo di clima temperato umido con estate calda (Cfa), mentre al centro-sud il clima mediterraneo con periodo estivo secco (Csa). Sull'Appennino e nelle Prealpi è prevalente un clima del sottotipo Cfb. Mentre nelle Alpi troviamo una zona di transizione che parte da Dfb fino ad arrivare ai sottotipi ET ed EF presenti sulle cime più alte ed i ghiacciai.

## Generalità

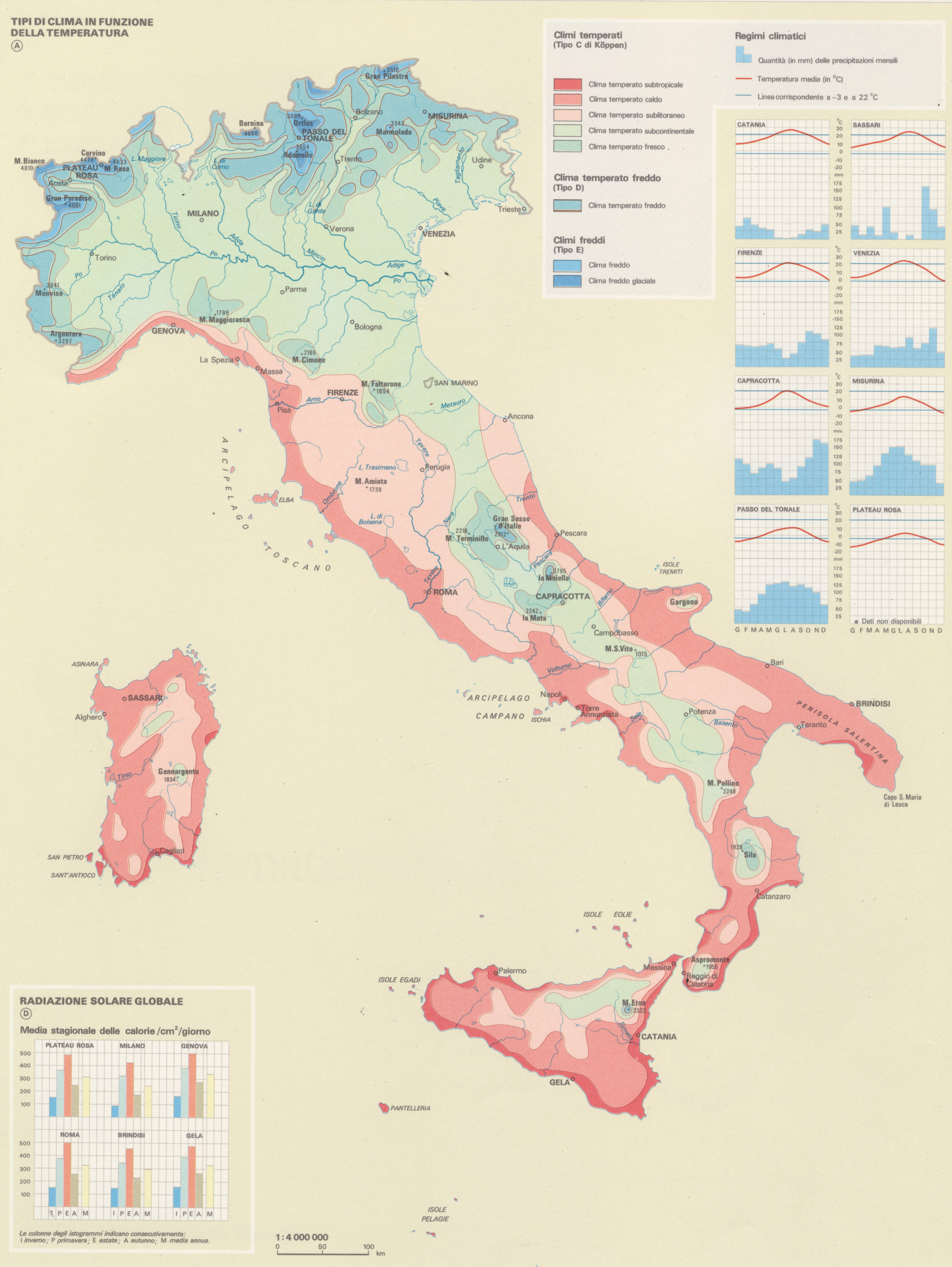
Tipi di clima in funzione della temperatura. La tavola fa parte dell'Atlante Tematico realizzato dall'Ufficio Cartografico del Touring Club Italiano con il CNR - Consiglio Nazionale delle Ricerche (1989-1992).

Dal punto di vista climatico l'Italia è favorita dalla grande massa d'acqua dei mari mediterranei che la circondano quasi da ogni lato. Tali mari costituiscono soprattutto per l'Italia (meno per quelle iberica, balcanica e anatolica) un benefico serbatoio di calore e di umidità. Determinano infatti, nell'ambito della zona temperata meridionale, un clima particolare detto temperato mediterraneo con differenze locali dovute alla geomorfologia del territorio, che tende a fare sentire i suoi effetti mitigatori specie in regime di alta pressione.
Dal punto di vista meteodinamico, oltre agli influssi mediterranei, il clima italiano risente in parte, a mezzo delle correnti occidentali, specie nelle stagioni intermedie, anche delle dinamiche in seno all'oceano Atlantico, con le sue perturbazioni che viaggiano da ovest verso est, spinte dalla circolazione zonale e più in generale dalla posizione reciproca, a livello sinottico, dell'anticiclone delle Azzorre e dell'anticiclone subtropicale africano (di quest’ultimo in particolare modo). Le arie fredde invernali, che talvolta riescono a inserirsi anche nel contesto del clima dell'Europa meridionale, grazie alle catene montuose delle Alpi e degli Appennini solitamente giocano dei ruoli marginali. L'effetto mitigatore del Mediterraneo si somma a tale condizione con tendenza a rinvigorire, per cessione di calore sensibile e umidità, le perturbazioni da ovest indebolite oppure con formazione di depressione mediterranea o vera e propria ciclogenesi mediterranea.

## Tipi di ambiente climatico
subtropicale
     temperato caldo
     sublitoraneo
     subcontinentale
     temperato fresco
     temperato freddo
     freddo
     glaciale
Elementi geografici fondamentali:

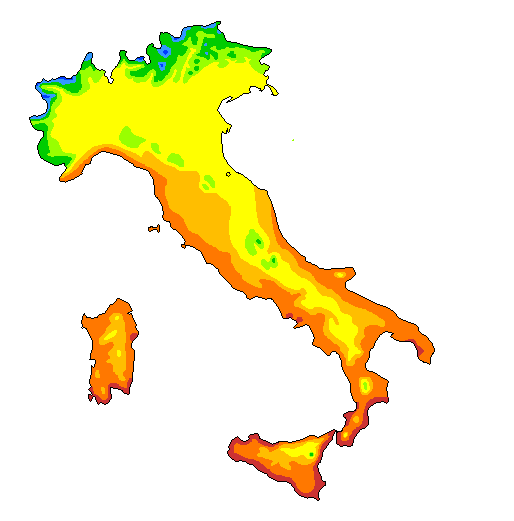
Carta dei climi d'Italia secondo Mario Pinna
Climi temperati (ricadono nel tipo C di Köppen ma seguono una classificazione diversa)
subtropicale
temperato caldo
sublitoraneo
subcontinentale
temperato fresco
Clima temperato-freddo (tipo D di Köppen)
temperato freddo
Climi freddi (tipo E di Köppen)
freddo
glaciale

1. tra la Testa Gemella Occidentale e l'Isola di Lampedusa vi sono quasi 12 gradi di latitudine
2. la penisola è divisa in due versanti dalla catena appenninica
3. la parte continentale della regione italica è circondata da un sistema montuoso (Alpi-Appennini)
4. In Italia si trovano la montagna più alta d'Europa (escludendo il Caucaso: Monte Bianco 4 810 m) e il vulcano più alto d'Europa (Etna 3 403 m)
5. l'altitudine minima d'Italia è −3,5 m.

Secondo la classificazione di Wladimir Köppen l'Italia è suddivisa in dieci tipi di clima:
- Clima temperato subtropicale o mediterraneo secco tendente al subtropicale (Csa tendente a BS): Napoli e alcune aree costiere della Campania, aree costiere della Sicilia, della Sardegna meridionale, della Calabria ionica centrale e meridionale e del Salento ionico. Questo clima si distingue per le precipitazioni scarse (quasi nulle in estate) e molto irregolari.
- Clima temperato caldo mediterraneo a siccità estiva (Csa): gran parte della Sardegna, della Sicilia, della Calabria e della Puglia, intera fascia costiera dalla Liguria alla Calabria, intero litorale del Mar Ionio, coste adriatiche da Ancona alla Puglia e più in generale tutte le zone di bassa quota del Centro e del Sud.

La lettera minuscola "s" indica: "il mese più secco, che è estivo, riceve in media una quantità di precipitazioni inferiore a 30 millimetri".
- Clima temperato mediterraneo a estate tiepida, con siccità estiva (Csb, transizione verso Cfb nelle regioni più settentrionali): aree collinari e di bassa montagna di Lazio, Abruzzo, Molise, Campania e Basilicata, monti della Daunia, alto Gargano e bassa montagna di Calabria, Sardegna e Sicilia.
- Clima temperato di transizione al mediterraneo (Cfsa): caratteristico dell'immediato entroterra della Liguria e del Lago di Garda, a bassa quota, con forti piogge autunnali, inverno abbastanza piovoso e moderata siccità estiva. Secondo il Köppen la "transizione" si estrinseca non tanto nel regime termico, quanto nella comparsa di una differenza notevole di precipitazioni tra l'estate e l'inverno (il mese più secco, estivo, riceve una quantità di precipitazioni inferiore a un terzo di quella del più piovoso dei mesi invernali, ma sempre superiore a 30 mm): è per questo che tale categoria non comprende l'Emilia-Romagna né il Piemonte meridionale (Langhe e Alessandrino), che hanno un'estate moderatamente secca, ma non le abbondanti piogge invernali di tipo mediterraneo. Ad Alessandria, per esempio, il mese più secco è luglio (32 mm di pioggia) ma in quello più umido invernale (dicembre) cadono 46 mm, mentre a Ferrara il minimo pluviometrico cade in gennaio (39 mm, contro i 44 di luglio).
- Clima temperato ad estate calda (Cfa): tipico della Pianura veneto-friulana, delle coste adriatiche da Trieste a Pescara, della Pianura Padana e più in generale le aree di bassa quota del Nord Italia, Marche collinari e i bassi versanti appenninici che si affacciano sulla Pianura Padana. La quota massima oscilla grossomodo tra i 400 metri s.l.m. di alto Piemonte e Prealpi e i 500 metri di Emilia-Romagna, Oltrepò Pavese, Alessandrino e Langhe. Qui si hanno due massimi pluviometrici, uno in primavera e uno in autunno, e due minimi, uno in inverno (di solito in gennaio) e uno in estate (luglio o agosto): l'estate tende a essere più piovosa dell'inverno nelle zone a nord del Po, mentre nelle terre subappenniniche e in provincia di Cuneo la differenza si annulla.
- Clima temperato a estate tiepida (Cfb): caratteristico delle colline e degli altopiani del Piemonte al di sopra di circa 400 metri s.l.m. a nord e 500 metri s.l.m. a sud, dell'Appennino ligure e tosco-emiliano e dei bassi versanti alpini e prealpini (esclusi quelli più interni).
- Clima temperato fresco (Cfc): tipico delle zone prealpine e appenniniche a quote elevate. Qui le precipitazioni possono essere notevoli: sono frequenti soprattutto nelle stagioni intermedie ma abbondanti anche in estate.

### Temperato-freddi
I climi indicati con la lettera iniziale D sono caratterizzati da una temperatura media del mese più freddo inferiore ai −3 °C e sono esclusivi dell'emisfero boreale (nell'emisfero australe, in gran parte oceanico, si passa direttamente dai climi temperati a quelli polari). Sotto la categoria dei "climi polari", indicati con la lettera E, rientrano invece tutti i climi caratterizzati da una temperatura media del mese più caldo sempre inferiore a +10 °C.
- Clima temperato freddo d'altitudine (DfH): si trova sui monti dell'arco alpino al di sotto dei 2000-2200 metri s.l.m. (compresi i fondovalle più interni di media altitudine) e in singole zone appenniniche a quote elevate che godono di una continentalità locale. Esso si distingue per l'inverno lungo, rigido (la temperatura media del mese più freddo è inferiore ai −3 °C) e leggermente secco. Sulle Alpi le precipitazioni sono soprattutto estive, mentre sugli Appennini il regime pluviometrico ricalca quello presente ad altitudini inferiori (con un moderato aumento estivo).
- Clima freddo della tundra di altitudine (ETH): arco alpino a quote superiori ai 2000-2200 metri s.l.m. e alcune cime dell'Appennino, caratterizzato da rigide temperature notturne e invernali e da precipitazioni soprattutto estive. Il paesaggio varia gradualmente dalle praterie d'alta quota fino ai ghiacciai.
- Clima nivale di altitudine (EFH): vette più elevate delle Alpi ricoperte da neve perenne, con quote generalmente superiori ai 3 500 metri s.l.m.

## Eliofania, radiazione solare globale e nuvolosità

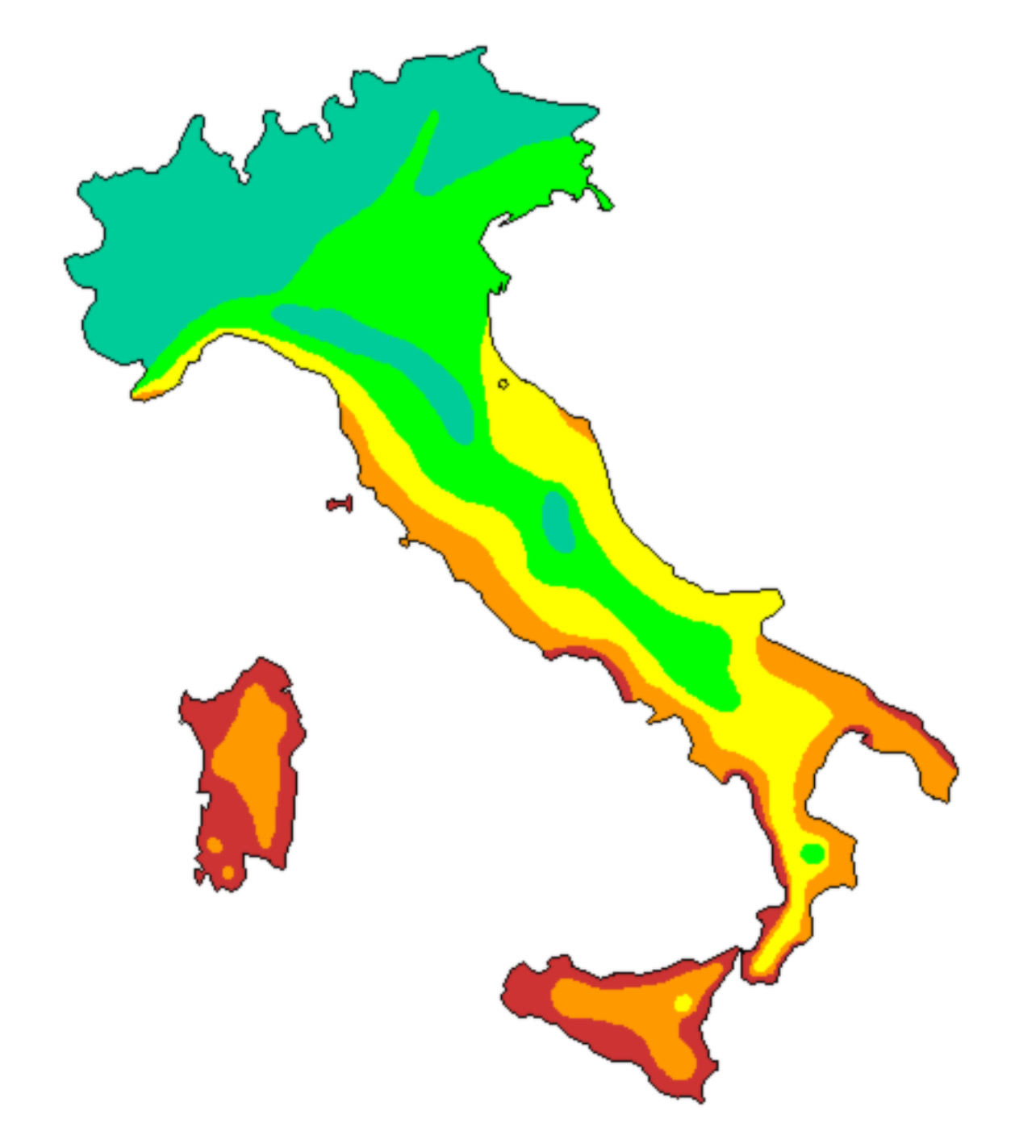
Carta corretta dell'eliofania assoluta media annua in Italia calcolata sul periodo 1961-1990

### Eliofania
| < 2 750 okta 2 750-3 000 okta 3 000-3 250 okta 3 250-3 500 okta 3 500-3 750 okta | 3 750-4 000 okta 4 000-4 250 okta 4 250-4 500 okta > 4 500 okta |

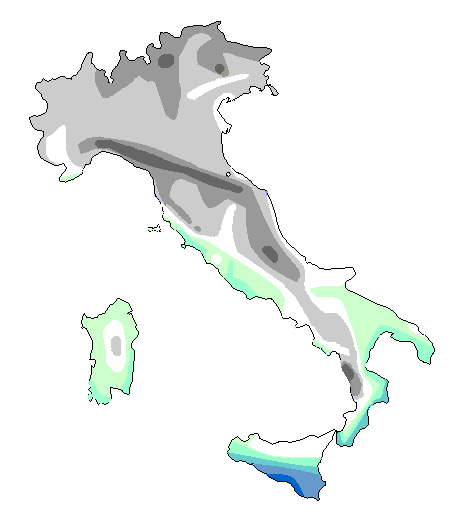
Carta della nuvolosità media annua in Italia (in Okta)

In base alle carte sull'eliofania e sulla radiazione solare globale in Italia, le aree che presentano i valori maggiori sono le coste della Sardegna, la fascia costiera occidentale e meridionale della Sicilia, tutta la Puglia a sud di Bari e le fasce costiere dell'arcipelago toscano meridionale: tutte queste zone presentano valori superiori alle 2 600 ore di sole all'anno, con una media superiore alle 7 ore giornaliere.
Ricevono mediamente tra le 2 400 e le 2 600 ore di sole all'anno (tra le 6,5 e le 7 ore giornaliere) la fascia costiera settentrionale e orientale della Sicilia, le zone più interne della Sardegna, l'intero litorale occidentale peninsulare a sud di Livorno, comprese le aree pianeggianti e collinari dell'entroterra, il litorale ionico tra Calabria e Basilicata, le zone interne della Lucania, le coste adriatiche di Molise e l'intera Puglia settentrionale.
Valori tra 2 200 e 2 400 ore di sole all'anno (tra le 6 e le 6,5 ore giornaliere) si registrano nelle aree più interne della Sicilia, in alcuni tratti del litorale ionico calabrese e nelle corrispondenti zone interne, lungo le coste adriatiche dell'Abruzzo, in Liguria, Versilia, zone interne della Toscana settentrionale e orientale, in Umbria e nell'entroterra del Basso Lazio e della Campania. Tutte le altre zone a nord della linea immaginaria trasversale obliqua, tracciata tra la zona immediatamente a nord della città di Genova e il confine tra Marche e Abruzzo, fanno registrare valori medi annui che non raggiungono le 2 200 ore, ovvero inferiori alle sei ore giornaliere.
I valori medi annui più elevati nella rete di stazioni piranometriche relativi alla radiazione solare globale sono superiori ai 18 MJ/m² e interessano la parte meridionale e l'estremità sud-orientale della Sicilia. 
Valori medi annui compresi tra i 16 e i 18 MJ/m² si registrano su gran parte della Valle d'Aosta, sull'estremità occidentale alpina del Piemonte, sull'isola di Pianosa, sulle aree costiere e sublitoranee del medio e Basso Lazio, sulla Puglia centro-meridionale, sulla Calabria, sulla Sardegna e su gran parte della Sicilia (comprese le isole di Ustica, Pantelleria e Lampedusa).
Valori medi annui compresi tra i 14 e i 16 MJ/m² interessano la Liguria di ponente, gran parte della Toscana e del Lazio centro-settentrionale, gran parte delle Marche, dell'Abruzzo e del Molise, la Campania, la Basilicata, la Puglia settentrionale e la Sardegna nord-orientale. Valori medi annui compresi tra i 12 e i 14 MJ/m² si verificano sul Piemonte centro-orientale, sulla Liguria di levante, sulla Lombardia, sul Trentino-Alto Adige, sul Veneto, sul Friuli-Venezia Giulia, su gran parte dell'Emilia-Romagna e sulla dorsale appenninica tra l'Emilia, la Toscana, l'Umbria, le Marche e il Lazio. Valori medi annui inferiori ai 12 MJ/m² si registrano su un'area dell'Appennino tosco-emiliano che comprende le vette più alte.

### Nuvolosità
La nuvolosità tende generalmente a raggiungere i valori medi più bassi nel mese di luglio, mentre i valori medi più alti, in base alle diverse zone climatiche, possono interessare in modo variabile alcuni mesi tra il tardo autunno e la prima parte della primavera, con il mese di novembre che fa registrare i valori medi più elevati nella maggior parte del territorio.

## Temperature

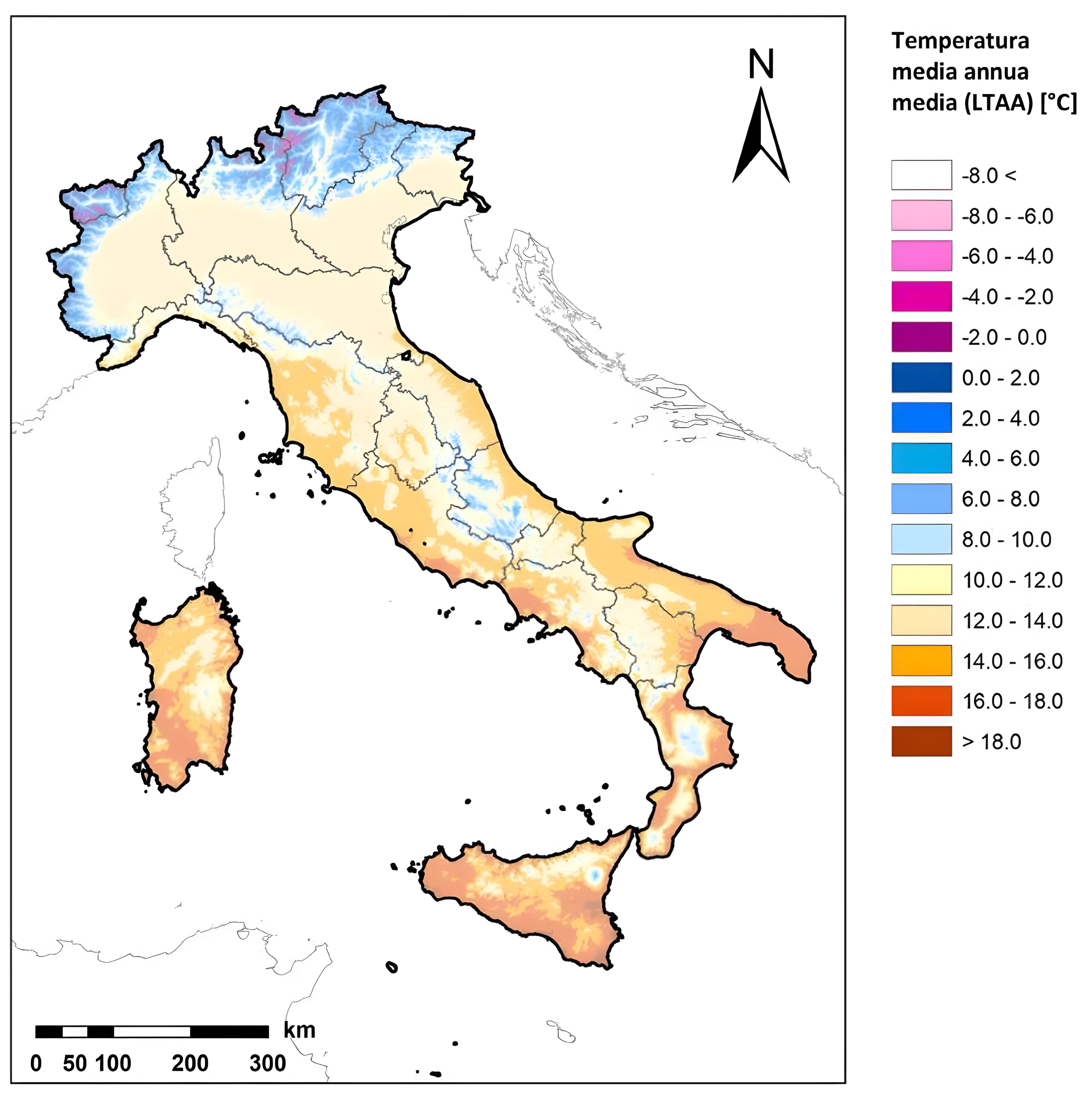
Carta della Temperatura media annua in Italia calcolata sul periodo 1951-2019, a cura di ISPRA

Le temperature medie più basse si registrano nell'Italia settentrionale, perché è costituita da aree montane e da pianure (la Pianura Padana e la Pianura veneto-friulana) non favorite da un mare esteso.
La catena alpina non solo esplica un'azione di barriera rispetto alle correnti fredde, provenienti dalle regioni artiche dell'Europa settentrionale, ma anche nei confronti delle masse d'aria temperate (ma umide), che provengono dall'Atlantico settentrionale. Inoltre, le Alpi delimitano (assieme al prospiciente Appennino settentrionale) un bacino chiuso, soggetto a subsidenza atmosferica, con ristagno d'aria nei bassi strati, e quindi a marcato riscaldamento estivo e a forte raffreddamento invernale, tale bacino (che include tutte le pianure settentrionali italiane) le isola anche dalle restanti regioni dell'Europa centro-meridionale e fa sì che, l'area "padano-veneta", abbia un profilo climatico autonomo e differente rispetto a quello delle aree limitrofe della Francia sud-orientale, della Svizzera e dell'Austria. Sempre in questo contesto la presenza del Mare Adriatico, lungo e poco profondo (specie in prossimità delle coste) e stretto tra due penisole (l'italiana e la balcanica) apporta un beneficio tutto sommato limitato, infatti il suo influsso mitigatore è nettamente meno rilevante rispetto a quello esercitato dal più ampio e profondo Mar Tirreno sul versante occidentale della penisola italiana.

### Temperature medie annue
Temperature medie annue (°C)Anno1111,51212,51313,51414,51901191919371955197319912009Temperatura media
In base alla carta relativa alle temperature medie annue che si registrano in Italia, si registrano valori medi superiori ai 16 °C all'estremità occidentale della Riviera di Ponente, lungo tutto il litorale occidentale a sud di Cecina, lungo la fascia costiera tra Abruzzo e sponda settentrionale del Gargano, su tutta la Puglia a est della linea immaginaria tra Bari e Taranto, lungo le coste ioniche della Basilicata e della Calabria e lungo tutti i tratti litoranei e nelle aree pianeggianti interne di Sicilia e Sardegna. Nelle aree peninsulari, l'isoterma si inoltra localmente in modo più o meno deciso verso il corrispondente retroterra.
Si registrano temperature medie annue comprese tra i 14 e i 16 °C lungo il tratto costiero del Mar Ligure tra Capo Mele e Cecina, lungo il versante adriatico a sud di Ancona e nel breve tratto litoraneo compreso fra Duino-Aurisina e Muggia (litorale triestino), su tutta la Puglia a ovest della linea Bari-Taranto, nelle pianure interne di Toscana, Lazio e Campania e in gran parte delle zone interne collinari di Sicilia e Sardegna.
Valori medi annui compresi tra 12 e 14 °C si registrano sull'intera Pianura Padana e, fino alle coste, sulla Pianura veneto-friulana e nelle aree pianeggianti tra la Romagna e la città di Ancona. Identici valori interessano le aree collinari dell'Italia centrale e meridionale e le zone di transizione tra alta collina e montagna in Sicilia e Sardegna. Valori medi annui analoghi si registrano anche nell'entroterra marittimo ligure.
Gran parte della dorsale appenninica, i monti della Sardegna, le Prealpi e le valli alpine fanno registrare valori medi annui tra 10 e 12 °C; temperature medie annue tra 5 e 10 °C si registrano sulla vetta dell'Etna, sulle vette più alte dell'Appennino e su gran parte dell'arco alpino, sulle cui cime più alte possono registrarsi valori inferiori ai 5 °C di media annua.

### Temperature medie di gennaio

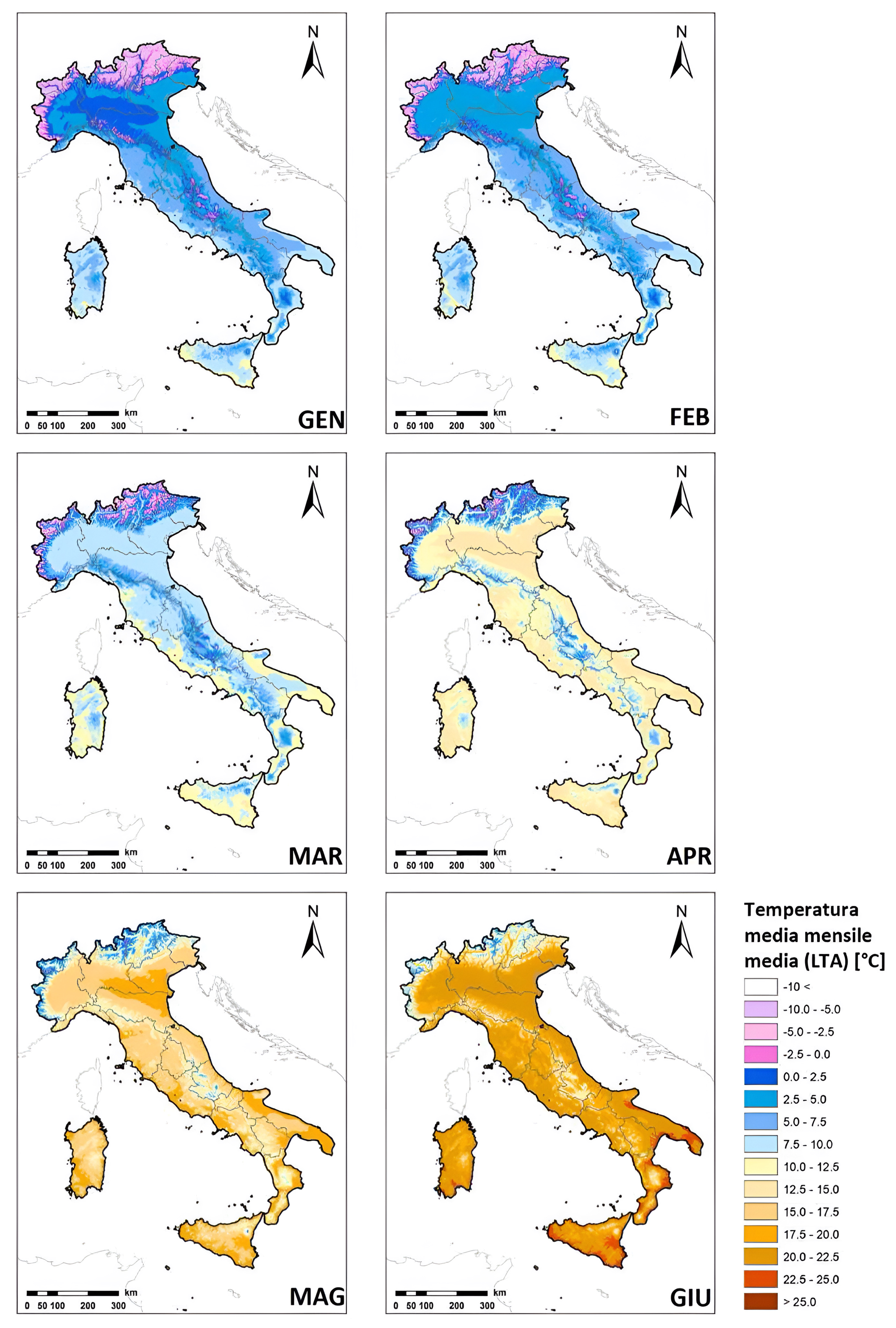
Carte delle temperature medie in Italia nel primo semestre dell'anno, calcolate sul periodo 1951-2019 e a cura di ISPRA

In base alla carta delle temperature medie di gennaio in Italia, si registrano valori inferiori ai 0 °C su gran parte dell'arco alpino (valli interne comprese), sulle vette più alte dell'Appennino e nella Pianura Padana in prossimità del corso del Po, da Chivasso e dintorni fino alle coste attorno al Polesine (per esempio ad Alessandria si hanno -0,4 °C).
Valori medi tra −3 °C e 3 °C interessano alcune vallate e rilievi alpini, alcune vette appenniniche, l'area sommitale dell'Etna, le aree più elevate della Sardegna e le zone della Pianura Padana più vicine alle montagne, fino alle zone interne del Friuli-Venezia Giulia e del Veneto, e le zone limitrofe ai grandi laghi prealpini (a eccezione del Lago di Garda). Valori medi tra 4 e 6 °C si registrano nelle zone collinari più interne di Toscana, Umbria e Lazio, nelle coste e nella pianura marchigiana a nord del Conero, nel litorale triestino, nelle sponde più esposte del lago di Garda, nel Piemonte sud-occidentale (in provincia di Cuneo e a bassa quota), in alcune vallate prealpine e nelle vallate e negli altopiani più interni della Sardegna.
Temperature medie tra 6 e 8 °C si registrano sulle zone collinari della Sardegna, lungo le coste del Lago di Garda, nel primo entroterra ligure, su gran parte delle aree interne pianeggianti e collinari dell'Italia peninsulare, sulla costa adriatica marchigiana a sud del Conero, su quella abruzzese e su quella pugliese tra il golfo di Manfredonia e Bari. Valori medi tra 8 e 10 °C si registrano sulle pianure e su buona parte dei litorali centro-settentrionali della Sardegna, nella Piana di Catania, nelle zone interne e sul litorale orientale della Sicilia, lungo l'intero litorale occidentale peninsulare e nelle corrispondenti aree pianeggianti dalla Riviera di Ponente alla città di Salerno, lungo le zone interne e sul versante ionico di Calabria e Basilicata, lungo le coste del Molise, del Gargano e su tutta la Puglia a sud di Bari.
La Sardegna meridionale (soprattutto le coste), gran parte della Sicilia, le coste sud-orientali del Salento, alcuni tratti del litorale ionico calabrese, l'intera costa tirrenica tra Salerno e Reggio Calabria e parte delle coste della Maremma e dell'Agro Pontino fanno registrate temperature medie comprese tra 10 e 12 °C; valori superiori ai 12 °C si registrano soltanto lungo le coste occidentali e nord-occidentali della Sicilia, in un breve tratto della costa calabrese ionica a sud di Reggio Calabria (compresa fra i comuni di Melito di Porto Salvo e Bova Marina) e nelle Isole Pelagie.

### Temperature medie di luglio

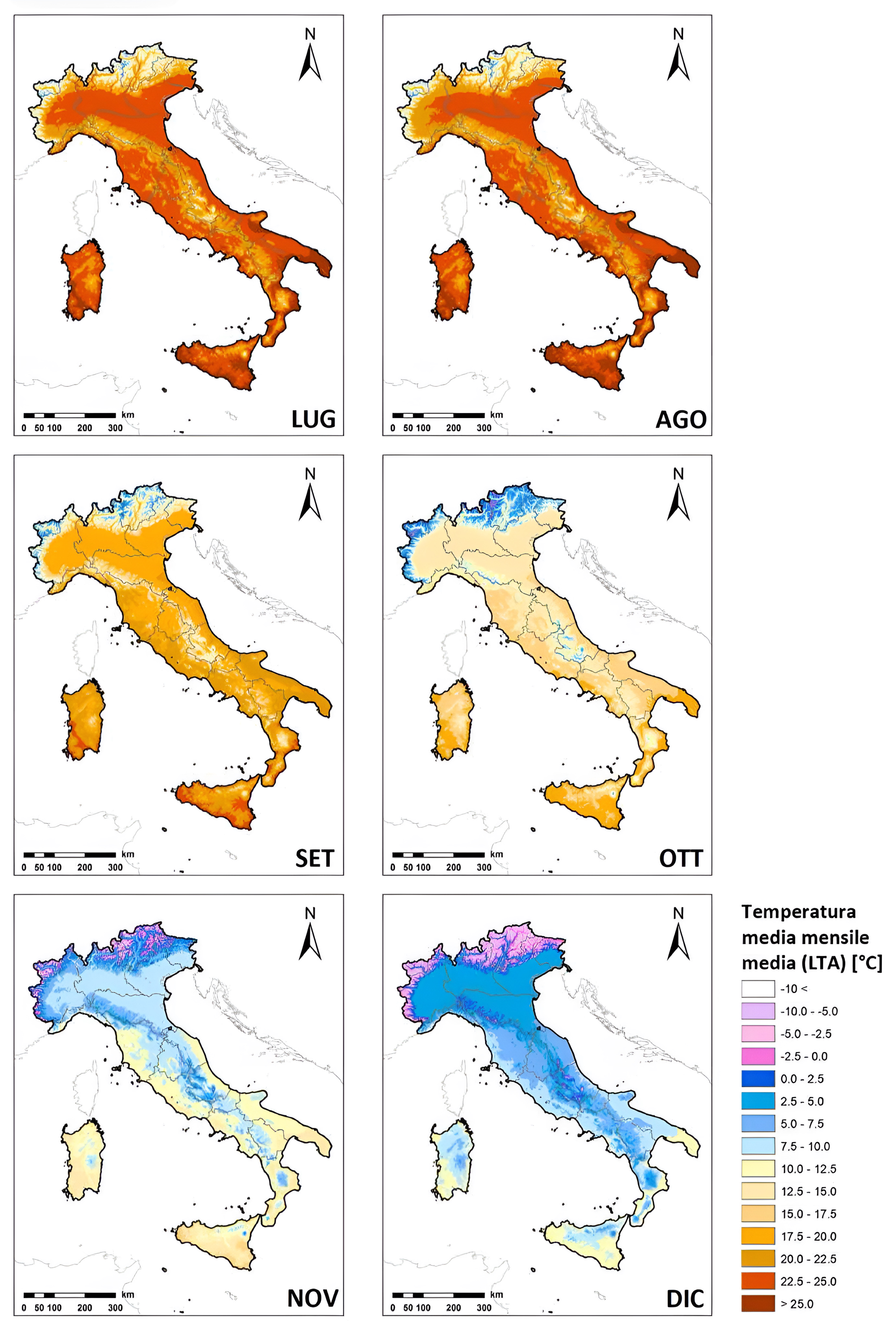
Carte delle temperature medie in Italia nel secondo semestre dell'anno, calcolate sul periodo 1951-2019 e a cura di ISPRA

In base alla carte delle temperature medie di luglio in Italia ridotte al livello del mare, si registrano valori inferiori ai 20 °C sulle aree montane delle Alpi e dell'Appennino settentrionale (specialmente sui rilievi esposti a nord), e sulle vette più alte dell'Appennino centrale e meridionale; valori tra 20 e 22 °C interessano parte dell'arco alpino fino al limite di transizione tra le quote collinari e montuose, le colline più elevate del Centro e, localmente, alcuni monti dell'Appennino.
Temperature medie tra i 22 e i 24 °C interessano gran parte delle basse valli alpine (specie in Trentino-Alto Adige), le pianure adiacenti alla fascia prealpina, gran parte della Pianura veneto-friulana (soprattutto sottocosta), gran parte del Piemonte fino ai 400/500 metri di altitudine, l'Emilia occidentale, la pianura e le coste della Romagna, la Liguria, alcuni tratti litoranei e sublitoranei tra la Toscana meridionale e il Lazio centro-settentrionale, le colline del Centro Italia e la fascia costiera occidentale della Sardegna centro-settentrionale.
Valori tra 24 e 26 °C interessano parte delle coste di Veneto e Friuli-Venezia Giulia, la parte centrale dell'Emilia-Romagna, la Pianura Padana centro-occidentale (dalla Lombardia fino a Novara e Alessandria) e in generale gran parte delle aree peninsulari e insulari. A causa dell'effetto serra, oggigiorno può essere incluso in questa fascia di temperature anche l'altopiano piemontese tra Torino e Bra, che negli anni novanta sfiorava l'isoterma dei "24 gradi a luglio" senza però varcarla (infatti la media di 24 °C a luglio è stata raggiunta negli anni 2000).
Temperature medie tra 26 e 28 °C interessano alcune valli interne di Toscana, Umbria e Lazio, il litorale adriatico di Abruzzo e Molise, il Salento, gran parte della Basilicata e le coste ioniche della Calabria. 
Valori superiori ai 28 °C si registrano in alcune aree interne della Sardegna, della Lucania, della Puglia e della Sicilia dove, nella parte interna sud-occidentale della Piana di Catania e in alcune conche interne si possono raggiungere temperature medie di 30 °C.

### Escursioni termiche

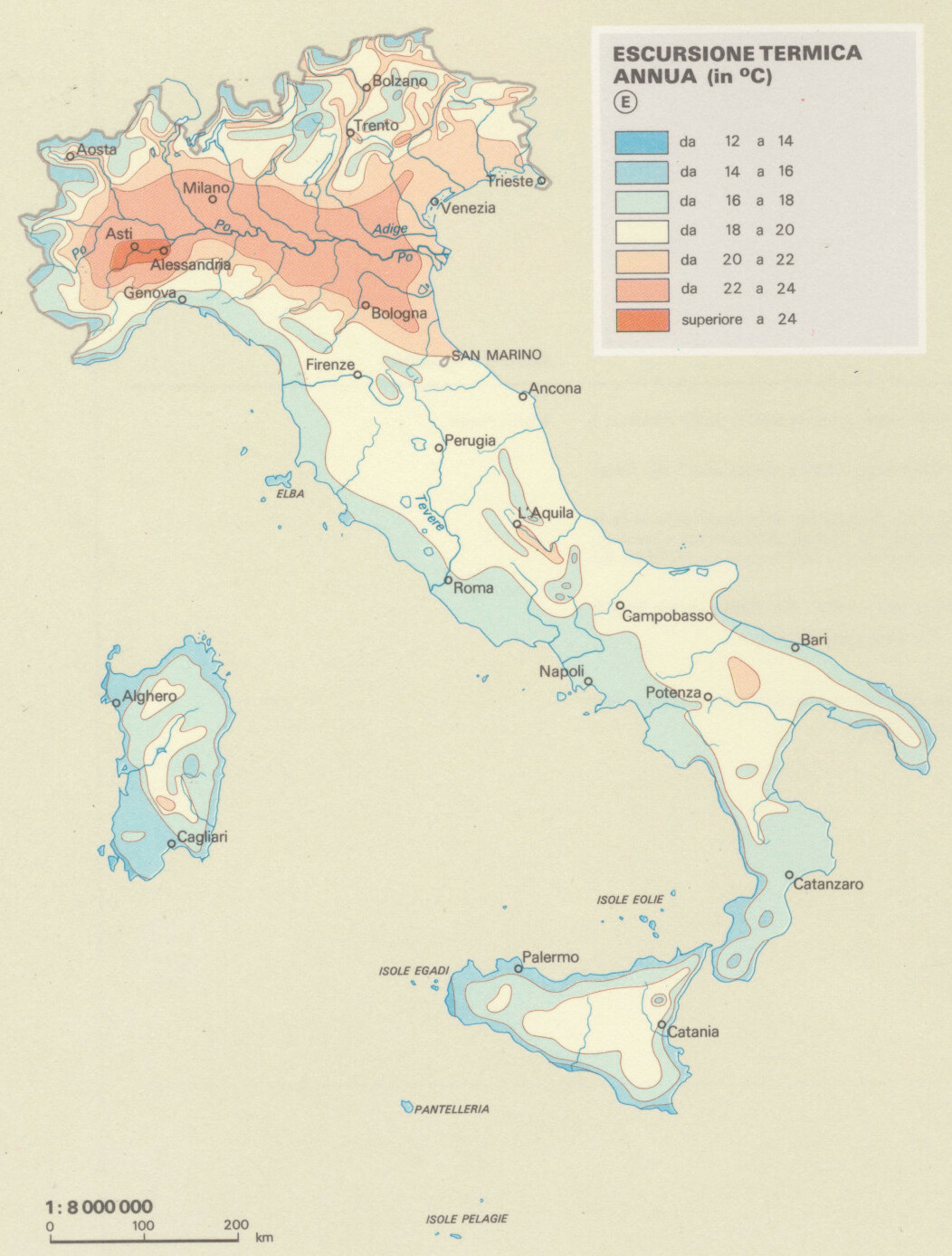
Escursione termica annua nel territorio italiano (Atlante tematico d'Italia, Touring Club Italiano, 1989).

L'escursione termica annuale (differenza tra la temperature estive e invernali) è notevole nella piana del Po e in alcune vallate alpine, aree in cui la differenza tra gennaio e luglio si attesta tra i 21 e i 24 °C, ma è moderatamente accentuata (18-21 °C) anche lungo le coste dell'alto e medio versante adriatico e nelle vallate interne dell'Italia centrale e meridionale (per esempio la città di Firenze dove la massima assoluta il 26 luglio 1983 ha raggiunto i +42,6 °C e il 12 gennaio 1985 la minima assoluta ha fatto registrare −23,2 °C, oltre a più estese aree quali l'alto Valdarno, l'alta Valtiberina, la Val di Chiana e il Vallo di Diano), risulta invece modesta (15-18 °C) lungo tutta la fascia costiera ligure, tirrenica e adriatica meridionale mentre, sulle coste delle isole maggiori, essa si riduce ad appena 12-15 °C di differenza tra la media delle temperature del mese più caldo e quelle del mese più freddo.
L'escursione termica diurna (differenza tra la temperatura del giorno e della notte) è più marcata nelle località lontane dal mare e nelle aree montane. Tuttavia, in condizioni di vento di caduta, possono registrarsi valori di escursione termica molto elevata anche lungo le coste adriatiche, come è accaduto a Pescara il 30 agosto 2007, quando la temperatura massima ha toccato i 45 °C (record assoluto per la città abruzzese) e la minima della notte successiva è scesa sotto i 20 °C.

### Valori estremi

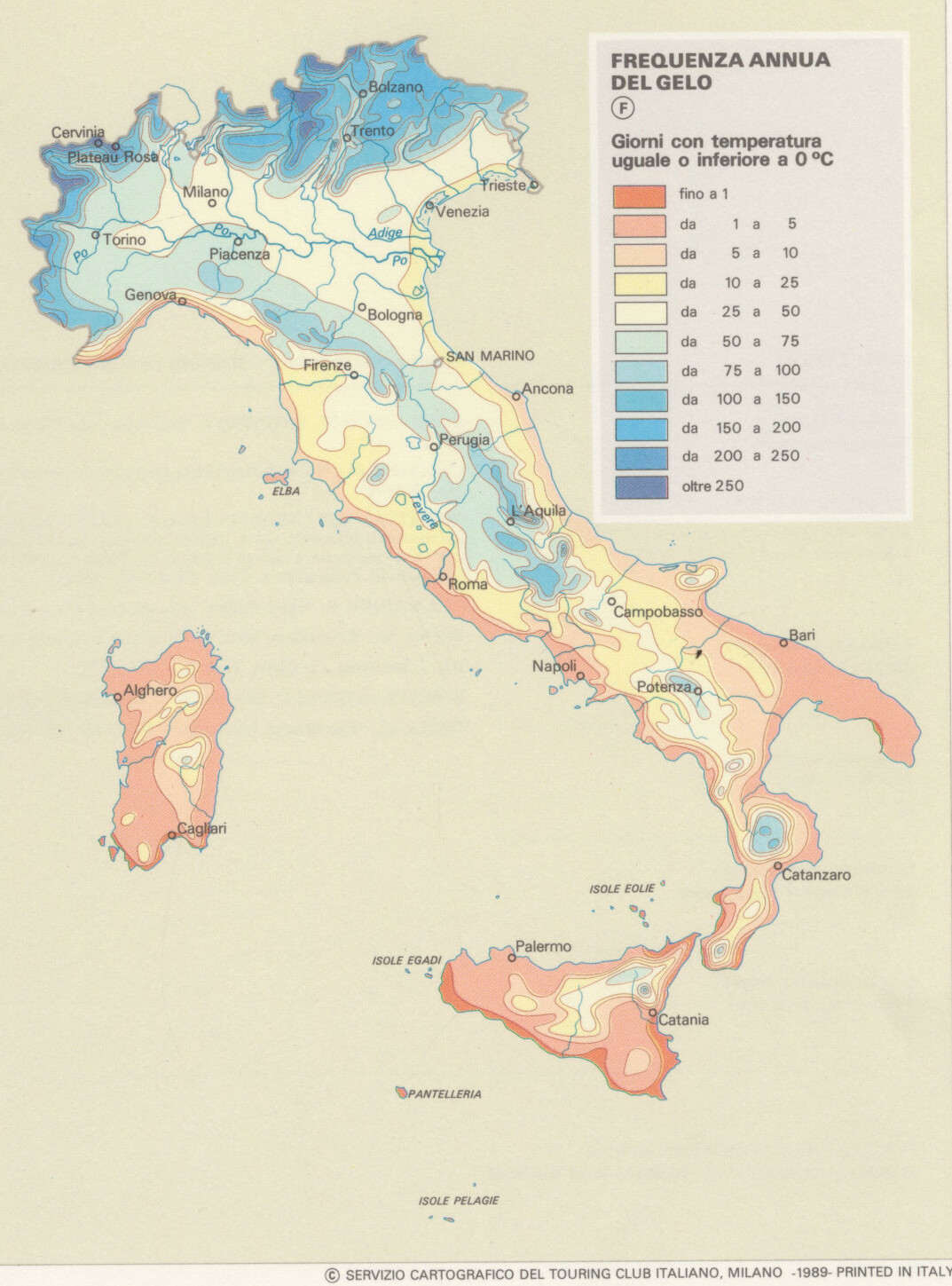
Frequenza annua del gelo nel territorio italiano (Atlante tematico d'Italia, Touring Club Italiano, 1989).

In base ai dati sui valori estremi registrati in Italia dalle stazioni meteorologiche legate all'unica organizzazione meteorologica italiana affiliata all'organizzazione meteorologica mondiale, ossia l'Aeronautica Militare, la temperatura più elevata mai registrata in Italia si aggiudica alla stazione meteorologica di Olbia Costa Smeralda, che registrò un valore di +47,4 °C il 24 luglio 2023, battendo un record precedente della stazione meteorologica di Foggia Amendola, pari a +47,0°C. Per molti anni si è dibattuto sul riconoscimento come record nazionale ufficiale della stazione meteorologica di Foggia Amendola proprio tale valore di +47,0 °C del 25 giugno 2007. Esso, seppur omologato, è stato ripetutamente messo in discussione per poi risultare infine incompatibile sulla base della situazione meteorologica e totalmente disallineato con i valori delle altre stazioni di rilevamento con uno sfasamento di circa 3 °C, per cui screditato.
Una medesima temperatura di +47,0°C è segnalata Perdasdefogu il 23 luglio 1983 ma risulta registrata dalla stazione idrologica non ufficiale, quando la stazione ufficiale del Servizio meteorologico dell'Aeronautica Militare risultava inattiva. Inoltre in Sardegna, sempre per il medesimo periodo, si ha notizia anche del raggiungimento dei +47,2 °C a Muravera nel 1957, ma non si hanno certezze significative sull'affidabilità della stazione meteorologica.
Il secondo valore più elevato è stato quello di +47,0 °C registrato sempre il 24 luglio 2023 dalla stazione meteorologica di Capo San Lorenzo, mentre per il terzo valore si hanno i +46,8°C della stazione meteorologica di Decimomannu. Tra altri record possibili, non ufficiali, si può citare che presso Monreale (PA) la temperatura potrebbe aver raggiunto i +48,2 °C nel 1999. Tuttavia devono essere ricordati anche i +48,1 °C registrati in alcune località dell'entroterra sardo il 30 luglio 1983, ma non omologati, a causa dell'estrema vicinanza di estesi incendi alle stazioni meteorologiche idrologiche di riferimento che ne hanno condizionato i valori rilevati; il medesimo valore attribuito alla stazione meteorologica di Palermo negli anni ottanta del XIX secolo risulta invece essere stato un clamoroso errore di trascrizione, privo anch'esso di omologazione ufficiale.
Un altro importante valore, riguardante però una piccola cittadina siciliana, sono i +48,8 °C registrati a Floridia il 11 agosto 2021 dalla locale stazione meteorologica idrologica non ufficialmente riconosciuta dall'organizzazione meteorologica mondiale. Tale valore è stato poi riconosciuto dall'organizzazione meteorologica mondiale, diventando il nuovo record di temperatura più alta mai registrata sia in Italia sia in Europa. Tuttavia, ad oggi non si ha ancora certezza dell'affidabilità di tale valore, nonostante un interessamento allo stesso della WMO, per via della discrepanza tra il valore registrato e la situazione meteorologica nelle vicinanze (temperature alle varie quote e mancanza di valori simili nelle reti di stazioni meteorologiche dell'isola). Alti valori di temperatura sono stati registrati anche il 6 luglio 1929 a Cosenza quando la locale stazione meteorologica del Servizio Idrografico (poi diventato Servizio Idrografico e Mareografico Nazionale) registrò anch'essa un valore di +47,0 °C.
Valori comunque molto elevati sono stati i +45,6 °C della stazione meteorologica di Bari Palese del luglio 2007, i +46,7 °C della stazione meteorologica di Catania Sigonella del luglio 1962, i +45,0 °C della stazione meteorologica di Pescara Aeroporto del 30 agosto 2007 (forse sovrastimati) e della stazione meteorologica di Decimomannu del 24 luglio 2009, i +44,6 °C di Palermo Osservatorio Astronomico nel 1999, i +44,4 °C della stazione meteorologica di Lecce Galatina nel luglio 1987 e della stazione meteorologica di Brindisi nel luglio 2007, i +44,2 °C della stazione meteorologica di Reggio Calabria nel luglio 1983, mese in cui si toccarono +43,7 °C alla stazione meteorologica di Cagliari Elmas, +42,6 °C alla stazione meteorologica di Firenze Peretola, +41,8 °C alla stazione meteorologica di Alghero Fertilia. Ragguardevoli anche i +40,8 °C di massima assoluta, invece, alla stazione meteorologica di Ancona Falconara nel luglio 1968, mentre la Capitale ha visto raggiungere i +40,6 °C alla stazione meteorologica di Roma Ciampino nell'agosto 1956 e nell'agosto 1981 (+40,5 °C alla stazione meteorologica di Roma Urbe nell'agosto 2007, +40,1 °C alla stazione meteorologica di Roma Centro del Collegio Romano nel luglio 1905); valori di +40,4 °C alla stazione meteorologica di Piacenza San Damiano nell'agosto 2003 e, forse sovrastimati, alla stazione meteorologica di Ferrara nel luglio 2007. "Soltanto" +40,0 °C di massima assoluta, invece, alla stazione meteorologica di Napoli Capodichino nell'agosto 1981. Tutti i valori elencati in quest'ultimo paragrafo da svariati utenti potrebbero essere stati superati o uguagliati dall'ondata di caldo del Luglio 2023.
Sulle regioni settentrionali vanno segnalati anche i +41,6 °C registrati a Torino l'11 agosto 2003 dalla stazione meteorologica urbana non ufficiale del centro cittadino (+37,1 °C alla stazione meteorologica di Torino Caselle), e i +38,3 °C toccati durante la medesima onda di calore dalla stazione meteorologica di Milano Brera (+38,0 °C alla stazione meteorologica di Milano Linate). In Sicilia a Catenanuova, un paesino in provincia di Enna, si sarebbe raggiunta la temperatura di +48,5 °C il 10 agosto del 1999 (nel luglio 2009 si è arrivati a 48  °C), ma tali valori non sono riconosciuti ufficialmente e si dibatte ancora sull'installazione della stazione meteorologica.
La grande città di pianura che ha raggiunto il valore minimo più basso finora è stata invece Firenze, con −23,2 °C il 12 gennaio 1985 alla stazione meteorologica di Firenze Peretola; notevoli furono anche i −22,0 °C della stazione meteorologica di Piacenza San Damiano. Nella classifica del freddo nei capoluoghi segue Torino, la cui temperatura più bassa registrata è stata di −21,8 °C alla stazione meteorologica di Torino Caselle (verificatasi però nell'anno 1956 con metodologie e strumenti diversi da quelli moderni e potrebbe non essere considerato un valore attendibile, il 12 febbraio). A quote più elevate si sono registrati valori inferiori, tra i quali spiccano su tutti i −34,6 °C registrati al Plateau Rosà nel marzo 1971, i −34,0 °C della stazione non ufficiale di Livigno nell'inverno del 1967, i −32,0 °C della stazione non ufficiale di Castelluccio di Norcia nell'inverno del 2005, i −31 °C di Asiago, registrati per due giorni consecutivi il 22 e il 23 gennaio 1942 (seguiti da un valore di −30 °C il giorno 24), i −23,0 °C della stazione idrologica di Città di Castello a 295 metri s.l.m. nel febbraio 1956, i −31,0 °C della stazione meteorologica di Dobbiaco nel gennaio 1947, i −28,2 °C della stazione meteorologica di San Valentino alla Muta nel febbraio 1956, i −26,2 °C della stazione meteorologica di Paganella nel gennaio 1985, i −24,8 °C della stazione meteorologica di Passo Rolle nel marzo 1971 e i −25,2 °C della stazione meteorologica di Tarvisio nel gennaio 1947.
Notevoli anche i −31 °C di Rivisondoli del 5 gennaio 2009 (la notizia è stata pubblicata il 6 gennaio 2009 sulla seconda di copertina del Quotidiano Nazionale).
Nel 2005, nella parte bellunese del Cansiglio, è stata misurata la temperatura minima di −35,4 °C all'altitudine di 905 metri s.l.m. Nel 2012 sono i Piani di Pezza a segnare il nuovo record pari a −37,4 °C durante l'ondata di freddo del febbraio 2012. La temperatura ufficiale più bassa mai registrata in Italia in un luogo abitato è di −38 °C a Livigno nel febbraio 1956 e −42 °C furono registrati nel massiccio del Gran Gioves nel gennaio 1963.
Tuttavia il valore più basso fu misurato nel febbraio 1929 ai 4 554 m della Capanna Regina Margherita, sul Monte Rosa, il termometro in quell'occasione scese fino a −41,0 °C. Allargando lo sguardo ai dati rilevati da reti diverse dall'AM e dall'ENAV, utilizzando anche valori rilevati nell'ambito di ricerche scientifiche e dalle reti regionali, si trovano valori più alti e più bassi degli estremi fin qui discussi. Per esempio il 10 febbraio 2013 in località Busa Nord di Fradusta a 2 607 m sull'Altopiano delle Pale di San Martino in Trentino è stata registrata una temperatura minima assoluta di −49,6 °C, valore misurato in una dolina nel contesto di uno studio sulle caratteristiche microclimatiche proprie e particolari delle doline. Questo record è stato superato il 7 febbraio 2022, quando nella vicina Busa Riviera furono registrati -50,6 °C.

## Piovosità e caratteristiche

### Precipitazioni medie annue
Precipitazioni medie annue (in mm)Anno600700800900100011001901191919371955197319912009Precipitazioni annue

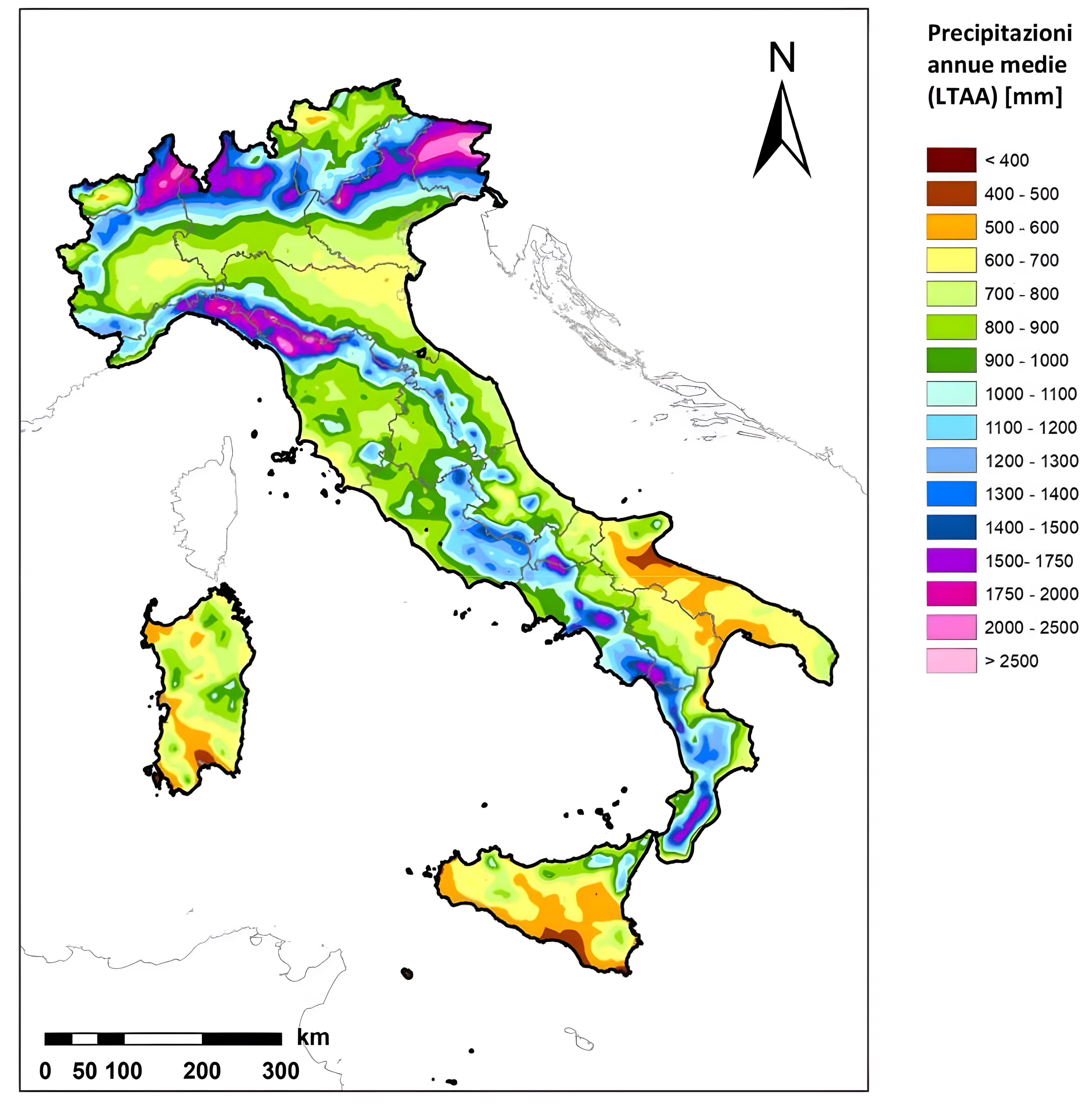
Carta delle precipitazioni medie in Italia, calcolate sul periodo 1951-2019 e a cura di ISPRA

Le precipitazioni medie annue sono maggiori nelle zone montuose. Grazie al pluviometro, si può constatare come le zone più piovose d'Italia (media annua tra 2 500 e 3500 mm) siano collocate sulle Alpi Carniche e Giulie, nella fascia prealpina tra il Lago Maggiore e il Lago di Como, sull'Appennino Ligure orientale, sulle Alpi Apuane, sull'Appennino campano e nelle località più elevate dell'Appennino tosco-emiliano.
Invece godono di una minor quantità annua di piogge le zone di pianura lontane dai monti. Nella Pianura Padana cadono mediamente fra 700 e 1 200 mm annui a seconda delle aree, le località meno favorite non ne ricevono che 700 mm circa, mentre le aree di media pianura come nella città di Milano, ricevono circa 1000 mm annui.Stessa osservazione vale anche per la Maremma Grossetana e laziale, dove lungo la fascia costiera i valori si aggirano tra i 500 e i 600 mm annui; restano poi sotto i 500 mm le coste meridionali della Sardegna (il minimo assoluto medio annuo dell'intero territorio nazionale italiano si registra a Capo Carbonara con poco più di 250 mm), la zona compresa tra il Basso Molise e la Puglia centro/settentrionale (escluso il Salento), le coste occidentali e sud orientali della Sicilia, il promontorio dell'Argentario, le isole meridionali dell'arcipelago toscano (Pianosa, Montecristo, Giglio e Giannutri) e alcune zone della bassa Val Padana, poste nei dintorni del delta del Po.

### Frequenza annua delle precipitazioni

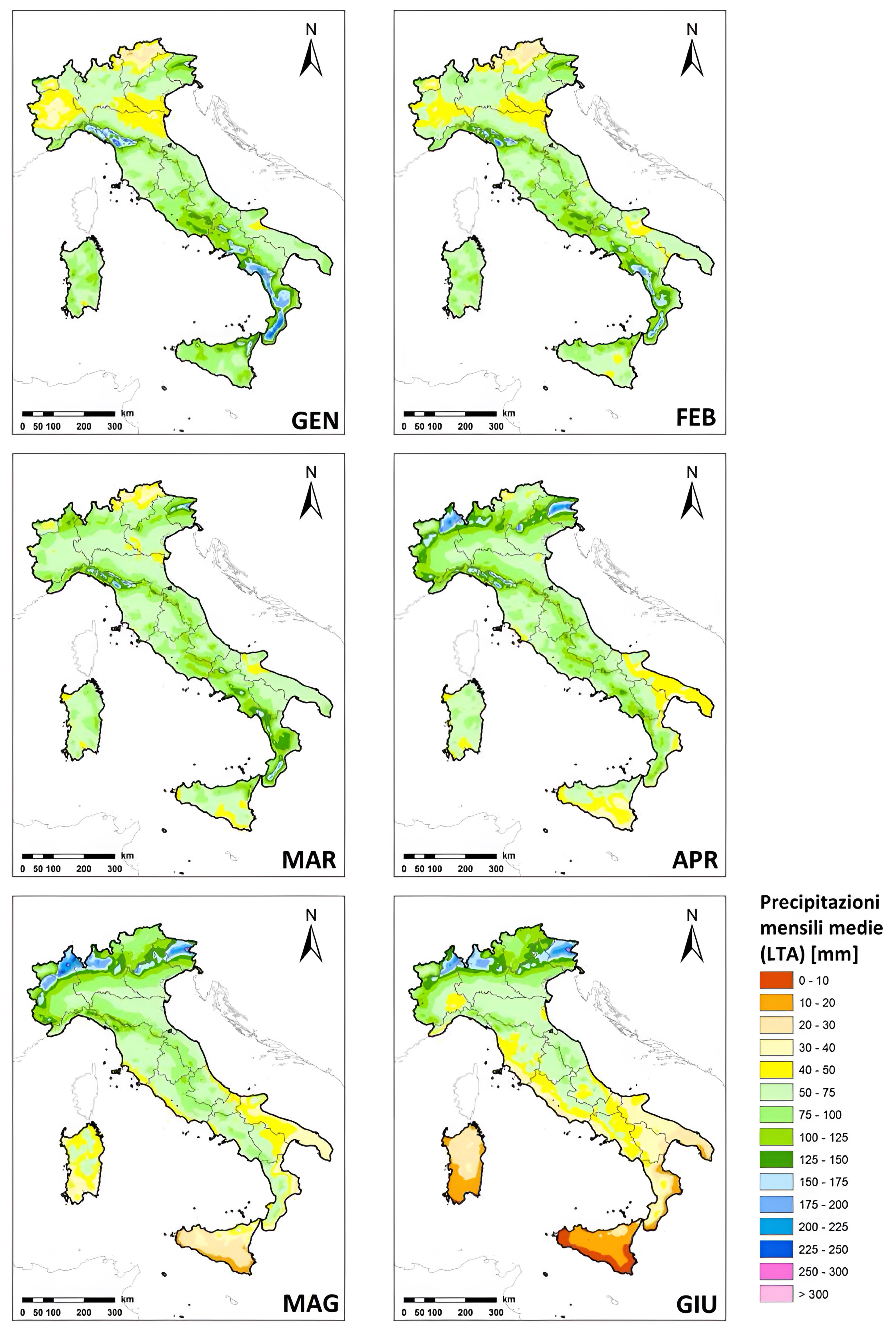
Carte delle precipitazioni medie in Italia nel primo semestre dell'anno, calcolate sul periodo 1951-2019 e a cura di ISPRA

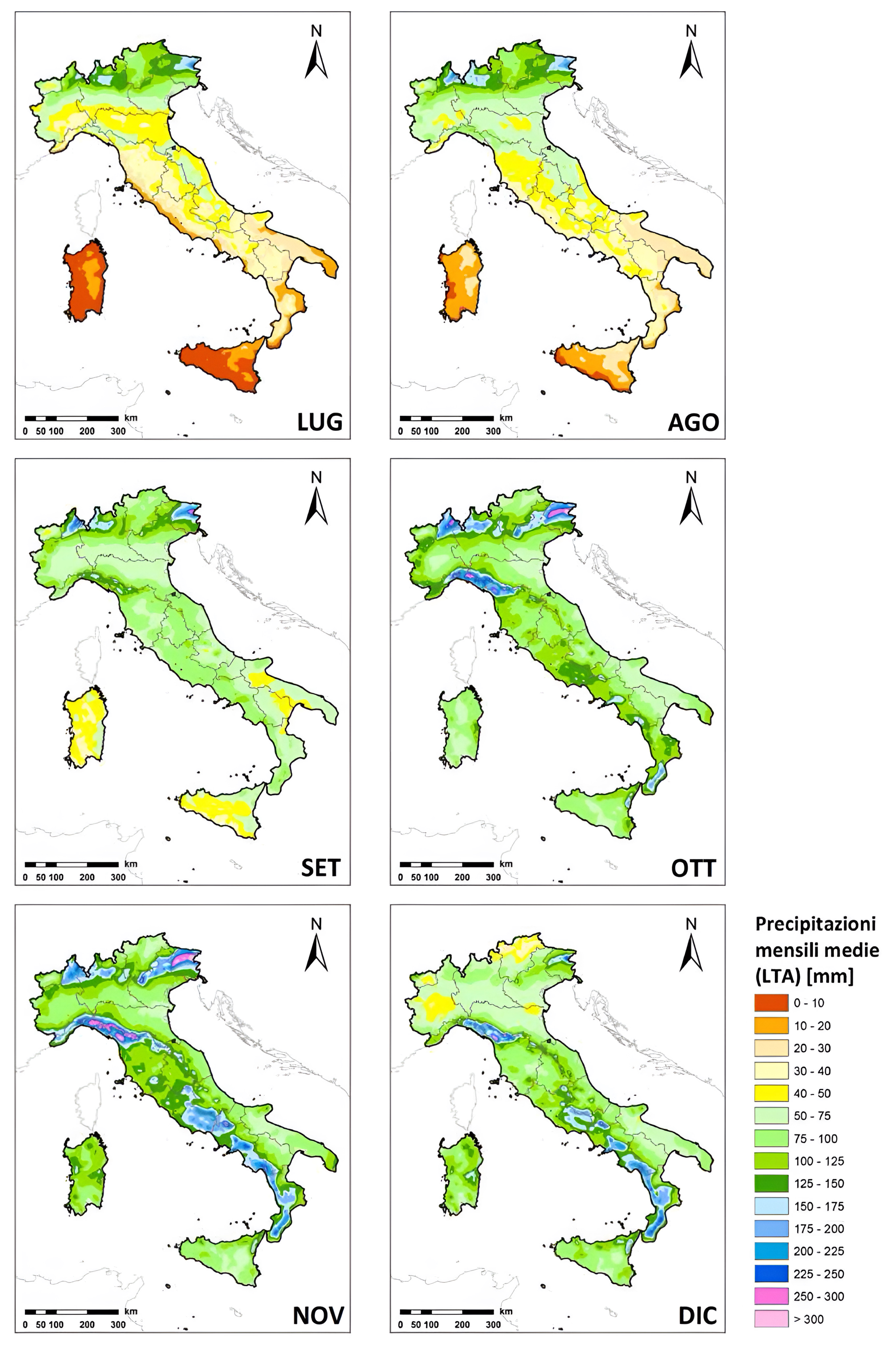
Carte delle precipitazioni medie in Italia nel secondo semestre dell'anno, calcolate sul periodo 1951-2019 e a cura di ISPRA

La frequenza annua delle precipitazioni in Italia vede più di 120 giorni sulle vette più alte delle Alpi Carniche, dell'Appennino settentrionale e dell'Irpinia.
Si registrano tra i 100 e i 120 giorni di pioggia su gran parte dell'arco alpino nord-orientale e lungo l'intero asse della dorsale appenninica tra la Liguria di levante e l'Aspromonte, mentre si verificano tra 80 e 100 giorni di pioggia su tutte le aree prealpine, su gran parte delle zone interne peninsulari, sull'Italia nord-orientale a nord del Po, sulla bassa pianura emiliana e romagnola, sulla Riviera di Levante, la Toscana settentrionale, l'Umbria settentrionale e centro-orientale, sul Basso Lazio, la Campania, gran parte della Calabria e sui rilievi più elevati di Sicilia e Sardegna.
Frequenze di pioggia tra i 60 e gli 80 giorni all'anno interessano gran parte della Pianura Padana, la Riviera di Ponente, la Toscana centrale, l'Umbria sud-occidentale, il Lazio centrale, gran parte del litorale adriatico e ionico, la Basilicata e gran parte della Sicilia e della Sardegna. Si contano, invece, frequenze inferiori ai sessanta giorni di pioggia in alcune aree della Riviera di Ponente e della Pianura Padana, tra la Maremma Grossetana e laziale, lungo il litorale del Molise, sul Tavoliere delle Puglie, nel Salento, lungo le coste ioniche della Basilicata e della Calabria centrale, sulla Sicilia meridionale e sud-orientale e lungo le coste orientali e meridionali della Sardegna.

### Regimi pluviometrici
In Italia si distinguono cinque diversi regimi pluvometrici.
1. Sulle montagne, in particolare sulle Alpi, piove prevalentemente durante l'estate, con un massimo secondario a inizio autunno e un marcato minimo invernale.
2. Nelle zone prettamente mediterranee, cioè sulle coste della Sardegna, della Sicilia, di alcune regioni tirreniche del Mezzogiorno, del Mar Ionio e della Puglia meridionale, la maggior quantità di piogge cade in inverno (dicembre-marzo), mentre durante i mesi centrali dell'estate la siccità è molto duratura.
3. Piove prevalentemente in autunno e in primavera in quasi tutte le altre zone e solitamente il massimo autunnale (ottobre-novembre) è più accentuato di quello primaverile (marzo-aprile), mentre durante l'estate si ha una riduzione della piovosità ma senza vera e propria siccità.
4. La fascia costiera della Maremma è generalmente interessata da un lungo periodo siccitoso che, soprattutto nell'area del promontorio dell'Argentario, in alcune annate può avere inizio già nel corso dell'inverno e proseguire quasi ininterrottamente fino all'inizio dell'autunno, salvo temporanee interruzioni dovute ad alcuni episodi temporaleschi.
5. La Val Padana ha una piovosità costante per tutto l'anno e non si presentano mediamente periodi con precipitazioni scarse o insufficienti[31] la pianura pluviometricamente va divisa in bassa media e alta pianura, le tre aree hanno regimi pluviometrici leggermente differenti. Le aree della media pianura e dell'alta pianura (specie nelle zone a nord del Po) sono caratterizzate da una piovosità più costante, con massimi nei periodi più tiedipi dell'anno (primavera, estate e autunno), caratterizzati da medie di 70-90 mm e anche oltre i 100 mm in luglio e agosto,[32][33] anche se l'estate, insieme all'inverno, rimane il periodo in cui si manifestano più probabilmente fenomeni di siccità. L'estate è la stagione in cui l'area è interessata con una moderata frequenza dal passaggio della coda di perturbazioni atlantiche, associate a fenomeni temporaleschi in transito verso la penisola balcanica e l'Europa orientale. Nella bassa pianura padana, le precipitazioni in estate invece non sono abbondanti come nella media e alta pianura e si riducono a valori di 30-40 mm nel mese di luglio[34][35]

A determinare la distribuzione delle piogge durante l'anno contribuisce, naturalmente, oltre all'altitudine anche l'azione dei venti la loro direzione e l'orografia dei vari ambiti territoriali.

### Inverno
Durante l'inverno la massa d'aria sovrastante il Mar Mediterraneo è più calda di quella sovrastante la penisola, questo favorisce le precipitazioni soprattutto sulle isole e nelle estreme regioni meridionali (area ionica, Puglia meridionale e Salento). Dalla fine di dicembre, inoltre, si assiste a un progressivo cambio di orientamento delle correnti su tutto il comparto atlantico orientale ed europeo occidentale e centrale. Non di rado l'azione combinata dell'anticiclone russo-siberiano, che tende a estendersi verso ovest e sud-ovest, fino a raggiungere le regioni europee orientali e il Baltico, e quella delle correnti nord-atlantiche fa sì che il mar Mediterraneo centrale (quindi l'Italia, che ne costituisce la zona centrale) si trovi interessato dalla formazione di profonde saccature, con minimi depressionari meridionali (che di solito si collocano tra l'Algeria e lo Ionio greco) e prevalenza di correnti alternativamente settentrionali (bora e grecale, oppure maestrale) o meridionali (a seconda del ramo della corrente a getto, che viene a interessare la penisola italiana), in grado di portare precipitazioni consistenti, specie sulle regioni dell'estremo sud, precipitazioni che, causa l'anticiclone dinamico "di blocco" che si posiziona su Mediterraneo orientale e Balcani favorisce una persistenza di questo tipo di configurazione, che a differenza di altre situazioni di marcata perturbabilità tende a evolvere molto lentamente.
Più raramente l'anticiclone russo-siberiano riesce a estendersi ulteriormente verso ovest, andando a interessare addirittura anche Francia centro-settentrionale e Gran Bretagna, disponendosi con asse lungo i paralleli. In questo caso l'Europa meridionale (dalla Turchia fino alla Spagna) si trova a essere interessata da masse di aria fredda "retrograde" che si muovono cioè da est verso ovest. Questo flusso orientale, proveniente direttamente dalle zone est europee, innesca violente bufere di neve e blizzard sulle regioni centrali del versante orientale della penisola italiana, specie nelle zone interessate dall'effetto "stau" appenninico, mentre lungo i versanti occidentali si hanno condizioni di cielo sereno, seppure abbinate a temperature molto inferiori alle medie.

### Estate
Durante l'estate il Mediterraneo occidentale e centrale viene interessato progressivamente dall'azione stabilizzante dell'anticiclone delle Azzorre che dalle latitudini subtropicali dell'oceano Atlantico settentrionale tende a espandersi verso est e nord-est, sempre con una componente continentale più o meno pronunciata di aria calda proveniente dal Nord Africa, fino a coinvolgere l'intera penisola italiana e l'arco alpino. Al culmine di questa espansione (che coincide solitamente con la metà di luglio) le correnti nord-atlantiche scorrono molto più a nord delle Alpi, investendo direttamente le isole britanniche, i paesi scandinavi e baltici e marginalmente l'Europa centrale tra il 48º e il 55º parallelo. L'Italia si trova quindi in una situazione di calma atmosferica, interessata da una massa d'aria stabile, calda e relativamente umida (specie negli strati più bassi): in questo contesto la terraferma si riscalda più facilmente, si creano quindi zone di alta e bassa pressione relativa che innescano il fenomeno delle brezze marittime, mentre la risalita e l'espansione delle masse d'aria calda che ristagnano nelle pianure e nei fondivalle e la condensazione dell'umidità che avviene per il raffreddamento, innescato proprio dalla risalita verso l'alto di quest'aria calda e umida, provoca gli imponenti fenomeni di termoconvezione che generano i temporali di calore che caratterizzano il clima delle alte montagne italiane e che determinano una parte consistente delle precipitazioni estive nelle aree montuose.
Tuttavia l'anticiclone delle Azzorre presenta anche la caratteristica, tipica di tutti gli anticicloni dinamici, di avere un lato orientale e uno settentrionale vulnerabili alle infiltrazioni di aria perturbata. Può essere penetrato da nuclei di aria più fredda (per questo motivo i temporali che interessano l'estremo Nord-Est italiano in luglio e agosto sono spesso più organizzati, rispetto a quelli che coinvolgono le Alpi del Nord-ovest, oltre che per questioni orografiche) che provocano marcata instabilità: il ritiro progressivo del dominio anticiclonico atlantico, che avviene a partire dalle regioni italiane nord orientali, tende a portare un progressivo aumento delle precipitazioni, che su Alpi, Friuli-Venezia Giulia e Veneto comincia all'inizio della seconda metà d'agosto ed entro l'inizio di settembre coinvolge tutte le regioni italiane, a eccezione delle isole maggiori e dell'estremo Sud, zone in cui il regime termico e quello pluviometrico estivo persistono ancora (seppure con temporanee crisi) per tutto il mese di settembre e per la prima parte di ottobre.
A partire dal 1989 si sono verificate sempre più ripetutamente configurazioni estive nelle quali l'alta pressione delle Azzorre tende a espandersi verso le isole britanniche anziché verso il mar Mediterraneo, dove può stabilirsi anche per lunghi periodi parte dell'anticiclone subtropicale africano, accompagnato da elevatissimi valori di temperature e di umidità che raggiungono i picchi massimi nelle pianure e nelle vallate più interne: questo accadde per esempio durante la caldissima estate del 2003. Al 2024, questa è la classifica delle estati più calde in Italia:
| Anno | Anomalia (su trentennio 91/20) |
| ---- | ------------------------------ |
| 2003 | +2,6 °C                        |
| 2022 | +2,1 °C                        |
| 2017 | +1,3 °C                        |

Altre estati molto calde si sono verificate nel 1994 o nel 1998, ma saranno sempre più frequenti a causa del riscaldamento globale.
Tuttavia, in queste configurazioni anomale, non sempre l'alta pressione nord-africana riesce a risalire fino al bacino del Mediterraneo. In questi casi la penisola italiana può rimanere esposta sia alle correnti atlantiche sia a quelle di aria fresca continentale che possono generare fenomeni temporaleschi anche molto intensi e frequenti, specie in presenza di cut off con la massima frequenza nelle zone interne collinari e montuose. Possono conseguire così stagioni estive piuttosto piovose e non particolarmente calde, come già accaduto nei seguenti anni, ma anche fenomeni violenti in zone specifiche mentre il resto del paese sperimenta condizioni siccitose. L'elenco non è esaustivo o particolarmente utile.
- 1989
- 1992, con una fase di maltempo durata dal 21 giugno almeno fino al 5 luglio, causata dall'anticiclone delle Azzorre che ancora non aveva fatto ingresso sul Mediterraneo.[38]
- 1995, soprattutto per il mese di agosto eccessivamente fresco e instabile[39]
- 1996
- 1999, nell'Italia settentrionale, è stata invece calda nell'Italia meridionale[40]
- 2000, con meno di 25 giorni in compagnia dell'anticiclone africano[41]. Da segnalare l'eccezionale ondata di freddo tra il 9 e il 15 luglio in Italia[42].
- 2002: l'estate partì con un giugno molto caldo. Tuttavia a luglio l'anticiclone delle Azzorre, invece di estendersi sul Mediterraneo, si è esteso sulla Groenlandia, mentre l'alta pressione africana si è ritirata nelle sue terre d'origine, causando maltempo a luglio e, in modo particolare, ad agosto[43].
- 2004, con meno di 25 giorni in compagnia dell'anticiclone africano[41] e temperature medie inferiori al periodo 1991-2020 in tutta Italia.[44]
- 2005-2006-2007: triennio di stagioni estive molto altalenanti[45], a tratti molto fresche e piovose soprattutto le prime due, con mesi di agosto che hanno chiuso di gran lunga sotto media, tanto da essere i più freschi nell'arco di molto tempo (sia considerando gli anni precedenti, sia considerando gli anni successivi).
  - L'estate 2005 ha chiuso sottomedia rispetto agli anni 1991-2020 in tutta Italia, ad esclusione della Sardegna.[46]
  - Nel 2006, a parte l'Italia nord-occidentale (Lombardia esclusa), Sicilia e Sardegna, quasi tutta l'Italia ha fatto chiudere l'estate 2006 sottomedia[47] .
  - Nel 2007 l'estate è risultata fresca rispetto al periodo 1991-2020 rispetto al periodo nell'Italia settentrionale, nell'Italia centrale tirrenica e in Sardegna (è risultata molto calda in Sicilia, nell'Italia meridionale e nell'Italia centrale ionica)[48]
- 2010: a parte il luglio molto caldo, l'estate è stata frequentemente perturbata, specie al Nord-Ovest dove agosto è risultato sottomedia. Rispetto agli anni 1991-2020 si riscontrano anomalie negative in Italia Centrale, Campania, Calabria, Sardegna, Liguria.[49]
- 2011: caratterizzata da un bimestre giugno-luglio fresco e piovoso al centro-nord e da una prima parte di agosto ancora poco estiva sull'Italia Settentrionale e in Toscana[50], chiuse sottomedia rispetto agli anni 1991-2020 proprio in queste aree, più in Sardegna, Sicilia e tutta l'Italia tirrenica.[51]
- 2013: rispetto agli anni 1991-2020, l'estate 2013 ha chiuso sottomedia in molte zone d'Italia centrale e meridionale, se si escludono aree tirreniche e ioniche orientali, ma in altre zone del paese ha visto lunghi periodi di caldo, specie a luglio ed agosto.[52]
- 2014: nelle zone del Centro-Nord l'estate 2014 ha visto forte maltempo e temperature nettamente inferiori alle medie del periodo sulle aree alpine, senza nessuna ondata di calore significativa, nonostante in bassa pianura già le temperature fossero vicine alle medie del periodo[53]. Invece il Sud ha conosciuto un'estate più normale, anche se con qualche episodio di fresco e maltempo, ma in maniera più marginale che al Centro-Nord. Il mese di luglio è stato sottomedia termica rispetto al periodo 1971-2000 (circa mezzo grado in meno)[54]: le uniche zone italiane sopramedia termica nel luglio 2014 sono state il Salento, parte della Calabria orientale, parte della Sicilia sud-occidentale e la Sardegna meridionale. Anche il mese di agosto è stato sottomedia (−0,05 °C in tutta Italia): in particolare, sono risultati sottomedia il Nord Italia, la Sardegna settentrionale e la Sicilia occidentale[55][55]. Come l'estate precedente, quest'estate ha meno di 25 giorni in compagnia dell'anticiclone africano[41]. Rispetto agli anni 1991-2020, l'estate 2014 ha chiuso sottomedia praticamente su tutta l'Italia.[56]
- 2016: la stagione si è rivelata più fresca di quella precedente e successiva, localmente più piovosa della norma, agosto in particolare.[57] Anche in questa estate, in molte zone dell'Italia centrale, meridionale e insulare, si sono riscontrati periodi sottomedia termici rispetto agli anni 1991-2020, non eccezionali.[58]
- 2018: l'estate è stata mediamente molto calda, soprattutto a nord, ma abbondantemente piovosa al Sud, specie sulle isole maggiori. Ciò ha comportato spesso la percezione erronea di un'estate più fresca del solito.[59]  Lo è stata veramente solo in Basilicata, Calabria, Sicilia e nelle zone interne della Sardegna, se si confrontano le medie degli anni 1991-2020.[60]
- 2020: altra estate più piovosa della norma; più fresca del solito la prima parte.[61] I sottomedia rispetto agli anni 1991-2020 più evidenti si hanno in Basilicata e, soprattutto, in Puglia.[62]
- Dal 2021 in poi, ogni estate ha vissuto temperature nettamente oltre le medie ed ondate di calore eccezionali, specialmente nei mesi di luglio ed agosto, andando in alcuni casi a riscrivere record storici sia di estremi termici che di persistenza di masse di aria calda, nonostante per alcune aree del paese ci siano stati periodi con fenomeni anche violenti, come le perturbazioni temporalesche sul Nord Italia del Luglio 2023. In ogni caso, queste estati hanno visto maggiore ingerenza di masse di aria calda eccezionali, in coerenza con quanto previsto nel contesto del riscaldamento globale.

### Autunno e primavera
Durante l'autunno e la primavera si ha una netta prevalenza delle correnti zonali nord-atlantiche, dirette da ovest verso est, che conducono sull'Italia diversi sistemi perturbati, che dall'Atlantico settentrionale si spostano verso il Mediterraneo orientale e il Mar Nero.
Le correnti occidentali, attraversando la penisola italiana impattano nell'Appennino, che si sviluppa perpendicolarmente (NNW/SSE) rispetto alla direzione delle masse d'aria atlantiche; questo causa precipitazioni consistenti lungo quasi tutto il versante occidentale e nelle zone prealpine del Veneto, mentre sulle Alpi può esserci stau in varie zone con correnti di libeccio o scirocco, mentre in caso di correnti nordoccidentali è presente favonio.
Sempre nelle stagioni intermedie, le masse d'aria calda da sud e sud-est (provenienti dall'entroterra tunisino e libico) precedono l'arrivo dei fronti atlantici, generalmente richiamate da profonde depressioni sulle isole britanniche e l'Europa centro-occidentale: esse investono l'Italia dopo essersi caricate di umidità scorrendo sopra il mare, e provocano precipitazioni nelle aree esposte a questo tipo di correnti (Alpi Carniche, Alpi Occidentali, Riviera di Ponente fino a Genova).
Infine la particolare conformazione delle coste nord-occidentali italiane e, soprattutto, dell'area del mar Ligure, tende a favorire le ciclogenesi orografiche (formazione di aree di bassa pressione secondarie, causate dalla disposizione delle montagne). Tali depressioni (dai meteorologi chiamate depressioni liguri, perché si formano nel mare di fronte a Genova) si spostano solitamente verso est (ossia verso l'alto Adriatico) o più frequentemente verso sud-est (attraversando diagonalmente la penisola italiana), portando precipitazioni prima al Nord-Ovest, quindi nelle altre aree che mano a mano sono interessate dal transito di questi minimi pressori.
Il mese di marzo propone sovente un alternarsi tra condizioni invernali e primaverili; non sono mancati i mesi di marzo che hanno proposto nevicate di tutto rispetto su diverse zone della Penisola (per esempio, nel 1987 al Centro Sud, ma anche nel 2010, 2013 e 2018).
Il mese d'aprile si propone solitamente nuvoloso, piovoso, con clima fresco, a volte freddo di notte.
Il mese di maggio si propone solitamente fresco con giornate variabili. In alcuni anni è caratterizzato, soprattutto negli anni novanta (es. 1999) e 2000 (es. 2003, 2009, 2011 a esclusione dell'Italia meridionale, 2015, 2017, 2022), da fasi estive precoci.
In altri anni maggio presenta caratteristiche più autunnali che primaverili, nonché più freddo del normale. Questa ne è una lista:
- in alcuni anni ottanta (es. 1980, 1984, 1987[71])
- 1991
- 1995, soprattutto al Centro-nord[72]
- 2004[73], all'epoca il più freddo dal 1991[74]
- 2010
- 2012 nell'Italia meridionale, ma molto piovoso anche al Nord[75]
- 2013, a eccezione dell'estremo Sud con riferimento ad aree ioniche e adriatiche[70]. Nell'Italia nord-occidentale è risultato il più freddo dal 1991 (poi battuto dal 2019)[76].
- 2014, sottomedia termica soprattutto al Centro Sud e con un surplus pluviometrico sul medio e basso versante Adriatico[77]
- 2016 nell'Italia settentrionale[78]
- 2019 a livello nazionale il più freddo dal 1991 con un'anomalia termica di 2,15 °C per le temperature massime medie[79]. Anche la piovosità è sopra la media.[80]
- 2021, con un'anomalia termica negativa di 0,45 °C[81]
- 2023, freddo e piovoso in gran parte del Mediterraneo, non solo in Italia[82], con un'anomalia termica di -0,14 °C rispetto agli anni 1991-2010, più accentuata al sud.[83]

Il mese di settembre propone come mese di passaggio (come marzo) un'alternanza tra le condizioni della stagione precedente e la nuova, in questo tra fasi estive e fasi autunnali con pioggia e clima fresco.
Il mese di ottobre in Italia è spesso caratterizzato da clima autunnale, ma non sono mancati i mesi di ottobre particolari, cioè con caratteristiche più primaverili che autunnali, come quello del 2001, del 2004, del 2006, del 2012, del 2013 (la fine del mese, dopo una prima metà molto fredda),del 2014, del 2017 (uno dei più caldi e secchi in assoluto), del 2018, del 2019 e del 2023 (il più caldo mai registrato).
Il mese di novembre, come aprile, è spesso fresco, in media il più piovoso dell'anno, nuvoloso con termiche eventualmente fredde specie la notte. Storicamente proprio in questo mese sono avvenute le maggiori alluvioni della storia del paese quali l'alluvione di Firenze del 4 novembre 1966 e l'alluvione del Piemonte del 1994.

### Valori estremi
La località più piovosa d'Italia è Musi, in comune di Lusevera, in Friuli-Venezia Giulia. Questo paese, posto a 633 m di quota, è esposto agli umidi e piovosi venti di scirocco e libeccio con effetti di stau della catena montuosa posta poco più a nord, grazie ai quali riesce a totalizzare una media di 3 313 mm di precipitazione all'anno. La massima quantità di precipitazione in un anno si registrò a Uccea (frazione del comune di Resia), in Friuli-Venezia Giulia. Infatti nel 1960 vennero registrati ben 6 012,9 mm. Altre zone particolarmente piovose sono la Liguria e la Campania.
La località meno piovosa dell'intero territorio nazionale, secondo i dati del Servizio Meteorologico dell'Aeronautica Militare, risulta essere Capo Carbonara, nel comune di Villasimius, in Sardegna, la cui stazione meteorologica sita in loco presenta una media pluviometrica annua di 265,5 mm nel trentennio 1961-1990 e di 237,8 mm nel trentennio 1971-2000.

## Nevosità

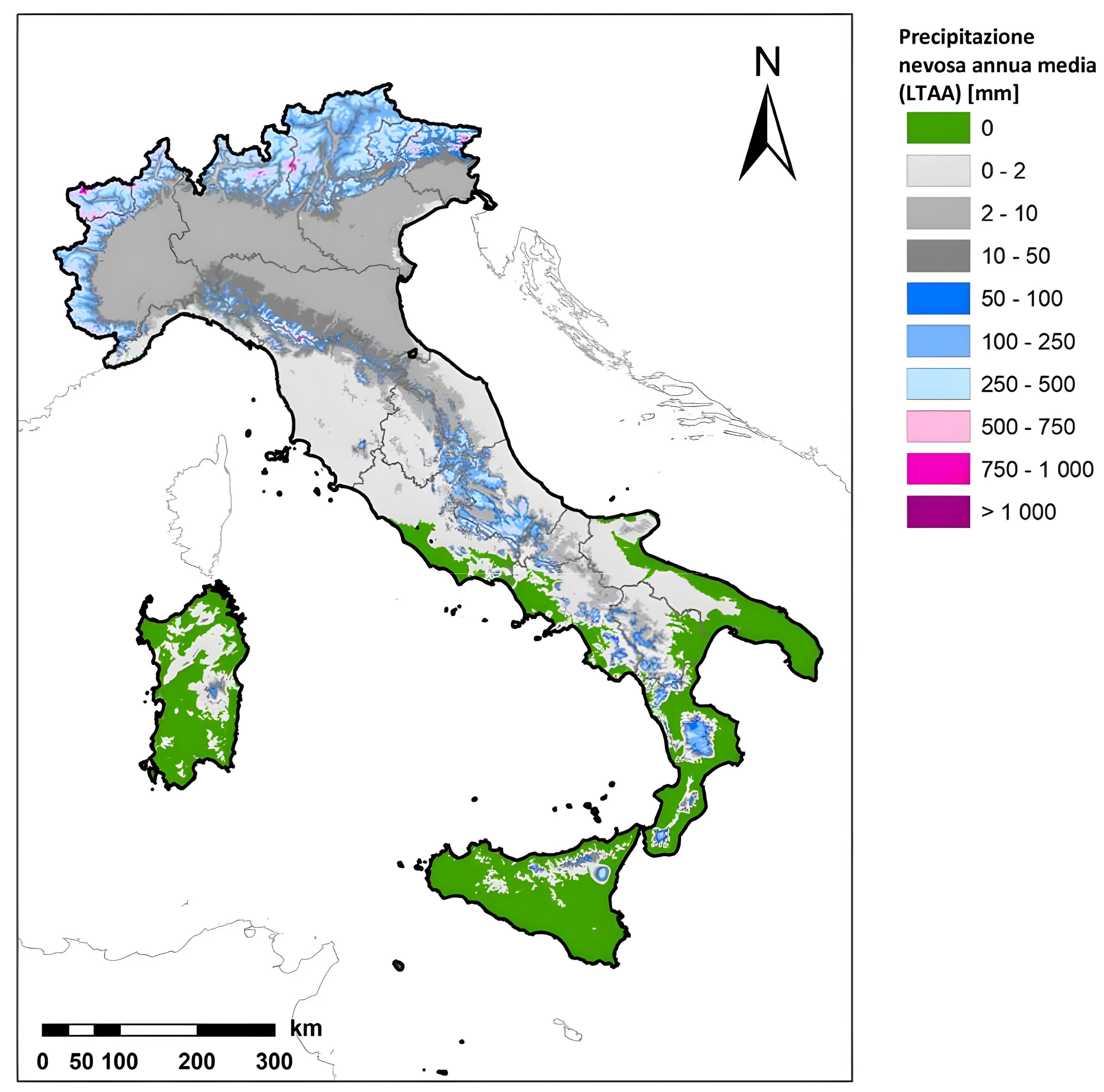
Carte delle precipitazioni nevose medie annue in Italia, calcolate sul periodo 1951-2019 e a cura di ISPRA

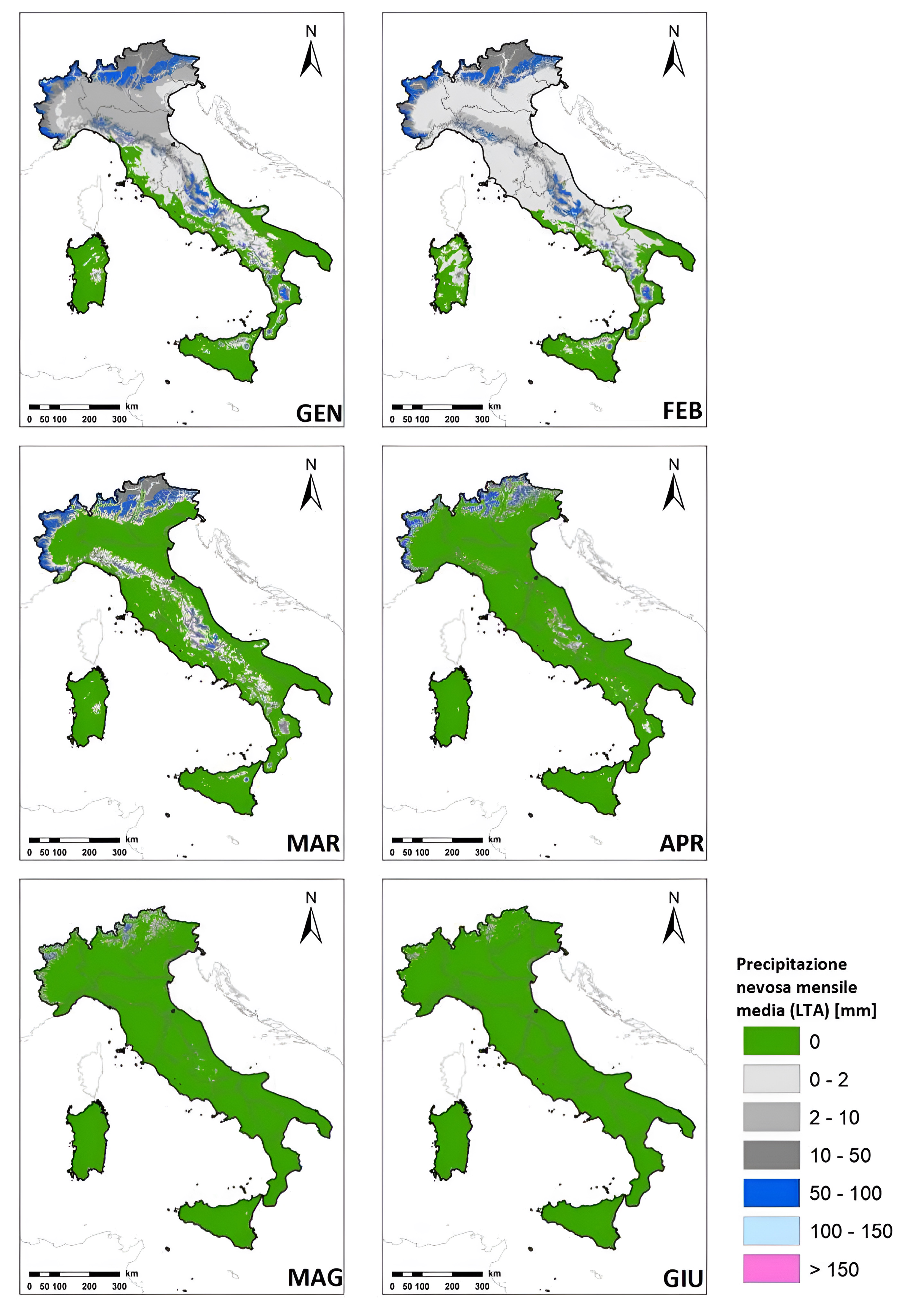
Carte delle precipitazioni nevose medie in Italia nel primo semestre dell'anno, calcolate sul periodo 1951-2019 e a cura di ISPRA.jpg

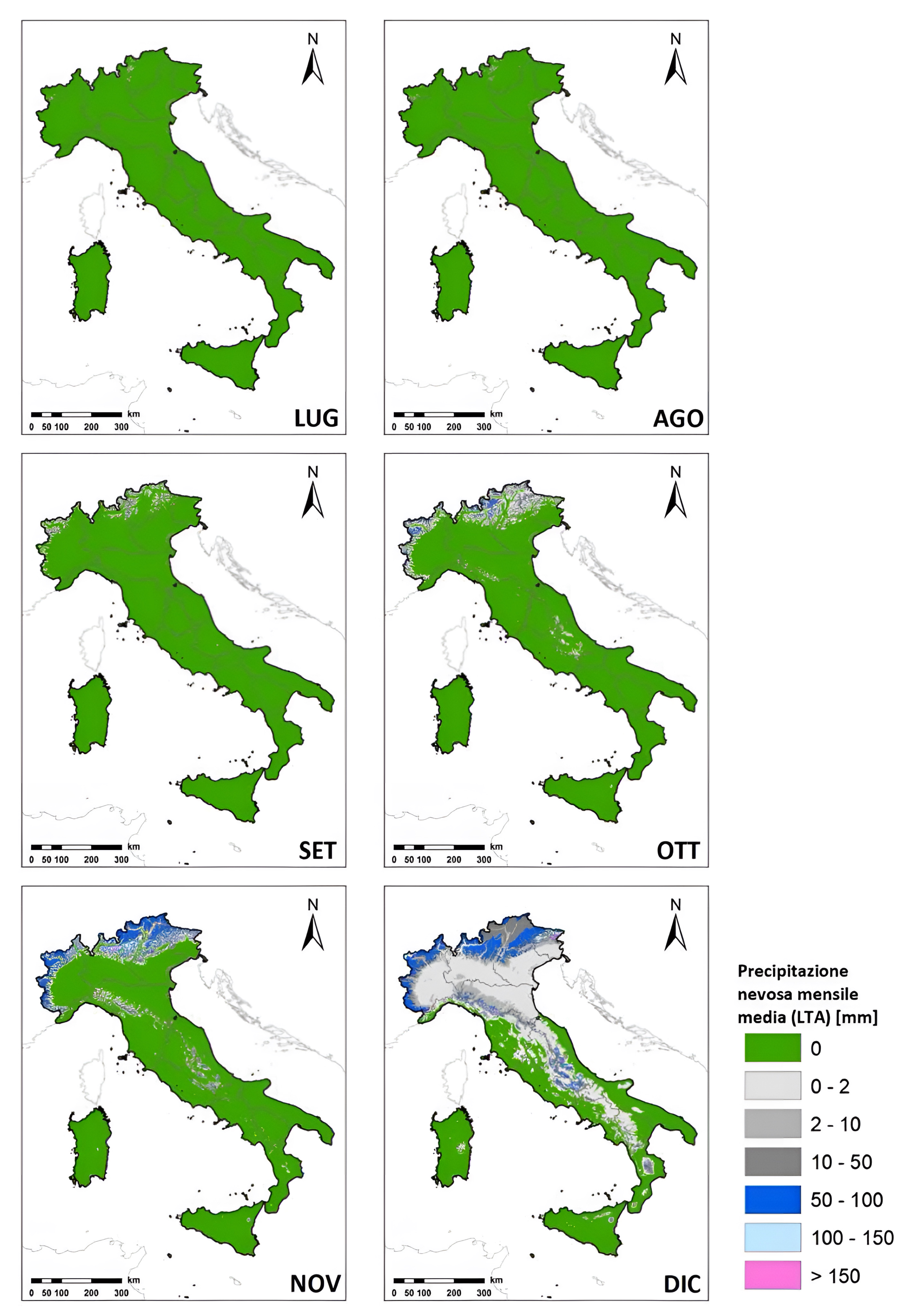
Carte delle precipitazioni nevose medie in Italia nel secondo semestre dell'anno, calcolate sul periodo 1951-2019 e a cura di ISPRA

In Italia le precipitazioni nevose interessano nella stagione invernale tutte le aree montane delle Alpi e degli Appennini, oltre che le quote medie e alte vette delle isole maggiori. Durante le irruzioni di aria fredda di origine artica, la quota neve può sensibilmente abbassarsi fino alle zone collinari e, localmente, anche nelle pianure e lungo alcuni tratti costieri.
L'Italia settentrionale è generalmente interessata da nevicate in pianura con l'arrivo di perturbazioni atlantiche che seguono intensi raffreddamenti responsabili di formazione di cuscini di aria fredda al suolo: tali configurazioni tendono a favorire la Pianura Padana centro-occidentale ove la persistenza dell'aria fredda nei bassi strati risulta essere maggiore. Nella Pianura veneto-friulana (soprattutto nella parte più orientale, province di Gorizia, Udine, Pordenone e Treviso) il cuscino freddo viene scalzato via quasi subito dai venti meridionali, vista l'inesistente protezione montuosa a sud. Queste zone sono fra le meno nevose dell'intero parallelo. Al contempo esse sono le più esposte ai venti gelidi provenienti dai Balcani e agli effetti dell'anticiclone russo-siberiano, qualora questo si presenti.
A sud dell'Appennino tali configurazioni determinano generalmente precipitazioni nevose solo a partire dalle quote collinari, per il riscaldamento portato dall'interazione tra il Mar Mediterraneo e le masse d'aria provenienti da ovest o da sud-ovest. La Liguria, infatti, vede molto più raramente la neve rispetto alle altre regioni settentrionali, con la zona di Genova e quella di Savona più favorite grazie agli effetti della tramontana scura rispetto al resto della regione. Da sottolineare che nelle pianure di Emilia e Basso Piemonte spesso nevica anche durante ciclogenesi fredde (ovvero minimi di bassa pressione provocati da discese di aria fredda provenienti dall'Europa settentrionale o orientale) che richiamano venti da nord-est con marcato effetto stau contro l'Appennino settentrionale, grazie allo stau queste ultime due zone risultano le più nevose delle altre pianure settentrionali.
Infatti le zone di pianura più nevose sono quelle a ridosso dell'Appennino, in modo particolare il basso alessandrino che supera i 100 cm di media annua a poco più di 100 m di quota (triangolo Tortona, Novi Ligure, Ovada in assoluto la zona più nevosa in relazione alla quota di appartenenza). Altre zone molto nevose sono collocate intorno a Piacenza, tra Modena e Bologna e tra Forlì e Faenza (in quest'ultima zona la nevosità media è di 40 cm annui). Altre zone molto nevose, anche se collinari, si trovano in Piemonte. In Lombardia, sulla pianura, la nevosità decresce da ovest verso est progressivamente, il Milanese e il Bergamasco rientrano nella fascia tra i 30 e i 40 cm medi annui, mentre dal Bresciano al Mantovano c'è una diminuzione dei valori medi nevosi annui. La permanenza della neve al suolo, nella parte occidentale della Lombardia e in Piemonte rientra nella fascia fra 10 e 20 giorni annui, nell'estremo ovest e sud Piemonte i giorni aumentano rientrando nella fascia 15-30 giorni. Procedendo verso est dal Bresciano i giorni si riducono progressivamente rientrando nella fascia fra 1 e 10 giorni
In Italia centrale le nevicate sono più probabili a quote pianeggianti lungo il versante adriatico dalle Marche all'Abruzzo, per effetto stau durante la discesa di sistemi perturbati di origine artica o scandinava. Qui in alcune situazioni, grazie all'effetto combinato di aria freddissima di provenienza balcanica e mare più caldo (quello Adriatico) su cui scorre questa massa gelida, si verificano prolungate e consistenti nevicate fin sulle coste che in alcuni casi possono superare i 40 cm di neve in 1-2 giorni. Il versante tirrenico di Toscana e Lazio è raramente interessato da precipitazioni nevose in pianura e lungo le coste, che sono possibili solo in caso di flusso di aria artica continentale o marittima molto gelida verso il mar Mediterraneo attraverso la porta del Rodano, oppure a seguito del transito di sistemi frontali che seguono intensissime ondate di gelo (1956, 1985, 2012) scorrendo sopra il cuscino freddo precedentemente formatosi al suolo.
L'Italia meridionale è spesso interessata da fenomeni nevosi in pianura durante la discesa di intensi nuclei di aria gelida, che colpiscono soprattutto il basso mare Adriatico (in Molise, nelle coste della Puglia centro settentrionale) e l'Irpinia; se tali perturbazioni artiche sono associate a una depressione tirrenica oppure sullo mar Ionio può nevicare anche lungo le coste tirreniche di Campania, Calabria e Sicilia (per le coste ioniche di Calabria e Sicilia nevica solo con il minimo sullo Ionio). In Sardegna invece le nevicate in pianura e lungo le coste si verificano durante la discesa di intensi nuclei gelidi associati a delle perturbazioni che interessano l'isola. Per le zone centro-occidentali della regione le configurazioni ideali per avere nevicate si hanno durante le irruzioni di aria gelida dalla valle del Rodano, con formazione di ciclogenesi fredde, in genere accompagnate da forti e freddi venti di maestrale. Invece la parte orientale insulare viene interessata da fenomeni nevosi soprattutto durante le avvezioni di aria molto fredda da nord-est, convogliate sull'Isola dai venti di grecale, che possono provocare nevicate su tutto il litorale orientale, oltre che nelle zone interne. Più rare invece risultano le configurazioni in grado di fare nevicare lungo le coste meridionali della Sicilia.

### Precipitazioni nevose medie annue
In base alle mappe sulla nevosità in Italia, va segnalato che l'accumulo totale medio annuo è compreso tra 0 e 5 cm sulle zone costiere e pianeggianti della Sardegna e della Sicilia, lungo le coste della Versilia, nel medio-basso Valdarno, in parte della Maremma grossetana e laziale, nell'Agro Pontino e lungo parte delle coste calabresi, lucane e salentine.
Un accumulo totale medio annuo compreso tra i 5 e i 20 cm interessa le pianure dell'Italia nord-orientale (da un massimo di 15 cm a Vicenza al 7 cm di Udine), la riviera ligure, la Toscana centrale, l'Umbria occidentale, le zone interne fino alle quote collinari di Lazio, Basilicata e Puglia, gran parte delle pianure e delle coste della Campania, l'intero tratto litoraneo dell'Abruzzo, del Molise, parte delle coste calabresi e pugliesi e diverse aree interne collinari della Sardegna e della Sicilia.
Accumuli medi annui superiori ai 20 cm si verificano nelle pianure dell'Italia nord-occidentale, soprattutto Piemonte e Lombardia occidentale, nelle valli alpine, nelle aree pianeggianti dell'Emilia-Romagna in prossimità dell'Appennino, lungo il retroterra della Romagna, Marche, Abruzzo e lungo tutta la dorsale appenninica a quote di transizione tra l'alta collina e la montagna; rientrano in questa media anche le zone di alta collina e bassa montagna della Sardegna e di bassa montagna della Sicilia.
Per quanto riguarda le aree montuose la nevosità aumenta con la quota e soprattutto con l'esposizione alle correnti umide mediterranee e balcaniche. A parità di quota le aree dove si hanno maggior nevosità media del Nord sono le prealpi tra il Biellese, le Orobie e le Prealpi Giulie, le testate delle grandi valle alpine cioè Val d'Ossola e Spluga, la zona compresa tra il passo del Tonale e le Dolomiti di Brenta, le Alpi Giulie e le Marittime. Per quanto riguarda l'Appennino le aree più nevose sono in generale quelle dell'Appennino tosco-emiliano, del versante adriatico e dell'Irpinia. in particolare tra i Monti Sibillini e i monti dell'Irpinia. In Sicilia il più nevoso è Etna e in Sardegna il Gennargentu.
A una quota media di 1 500 metri cadono dai 120 ai 200 cm sulle Alpi Occidentali, 130/300 cm sulle Alpi Centrali e tra i 250 e i 400 cm sulle Alpi Orientali.
Nell'Appennino, alla stessa quota, cadono in media dai 100 ai 350 cm di neve nelle zone più esposte

### Durata media del manto nevoso
In base alle mappe sulla nevosità in Italia, la durata media del manto nevoso compresa tra 0 e 1 giorno interessa gran parte della Sardegna e della Sicilia, la Riviera di Ponente, l'intera fascia costiera occidentale e le corrispondenti pianure dalla Toscana fino alla Calabria, le coste ioniche di Calabria, Basilicata e Puglia e quelle del basso Adriatico tra Santa Maria di Leuca e Brindisi.
Durate medie tra uno e dieci giorni interessano gran parte delle aree pianeggianti interne e collinari delle isole maggiori e dell'Italia peninsulare, la fascia costiera della Riviera di Levante, l'intero versante adriatico tra Brindisi e Trieste e parte delle aree pianeggianti della Lombardia sud-orientale e dell'Italia nord-orientale.
Durate medie tra i dieci e i venticinque giorni interessano nelle aree pianeggianti più interne e le zone pedemontane dell'Italia nord-orientale, le pianure dell'Italia nord-occidentale, gran parte della dorsale appenninica e delle zone prealpine; valori medi fino a 100 giorni si registrano sulle vette più alte di tutto l'Appennino che va dalla Liguria alla Campania, sulle vette dell'Etna e del Gennargentu.
Valori medi fino a duecento giorni si verificano sulle cime più elevate dell'Appennino abruzzese e dell'arco alpino, dove può essere superato questo limite massimo sulle più alte cime della Valle d'Aosta e dell'Alto Adige.

### Valori estremi
Lo spessore massimo di neve al suolo, pari a 1 125 cm, fu misurato a fine marzo del 1951 presso il lago d'Avino (2 240 m) in alta Val Cairasca.
Gli spessori più elevati registrati in centri abitati si aggirano attorno ai 4 o 5 metri, per esempio i 415 cm misurati a Gressoney-La-Trinité il 3 febbraio 1986.
La più intensa nevicata in 24 ore si misurò tra il 29 e il 30 dicembre 1917 a Gressoney-La-Trinité dove caddero 198 cm di neve fresca, notevoli furono anche i 181 cm caduti a Roccacaramanico il 15 gennaio 1951. Le stazioni sciistiche più nevose risultano essere Limone Piemonte, Madesimo, Livigno, Sella Nevea, Campo Imperatore, Campo Staffi, Campocatino, Passolanciano-Maielletta, Etna nord e sud.

## Clima italiano per macroaree

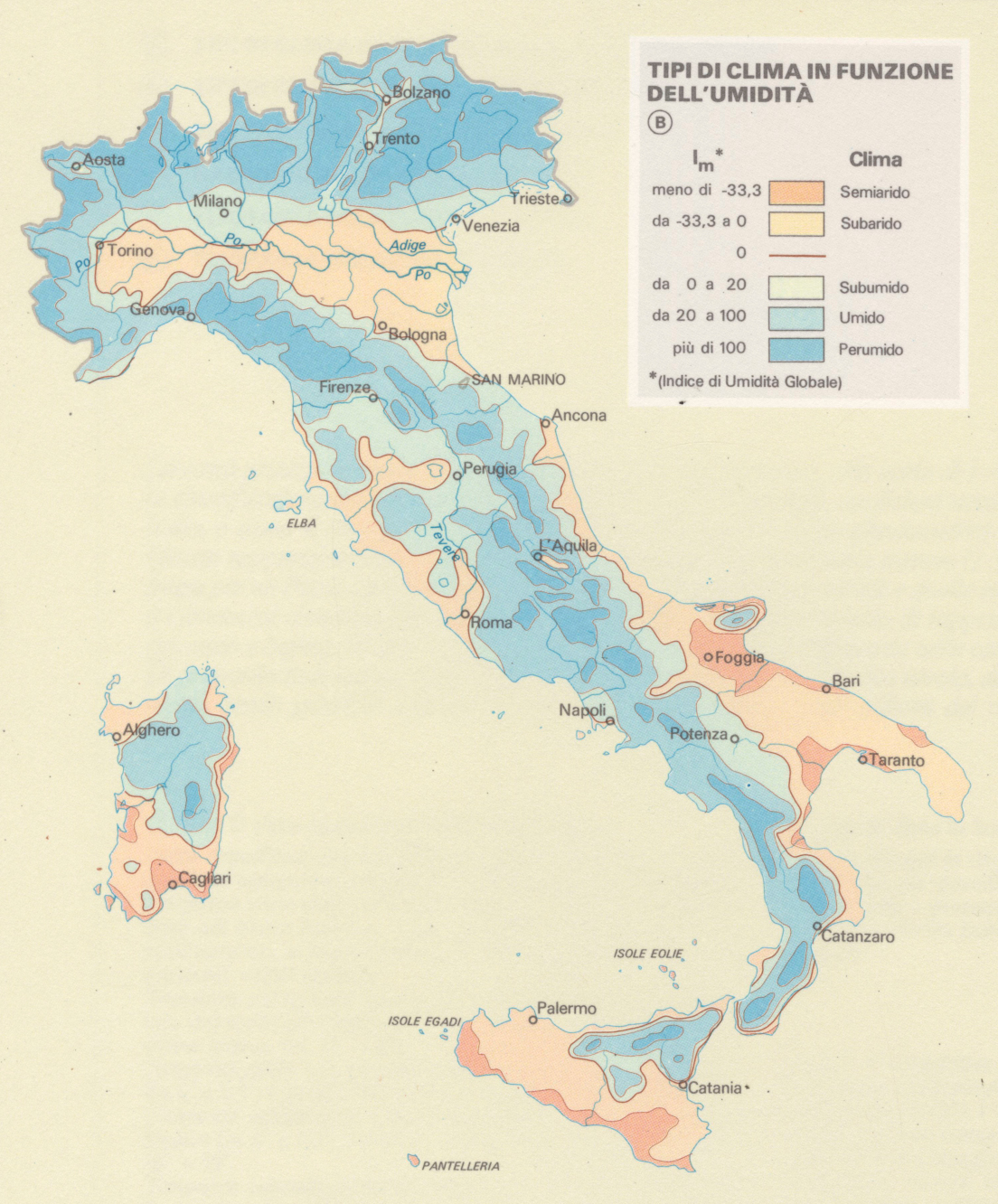
Tipi di clima in funzione dell'umidità. La tavola fa parte dell'Atlante Tematico realizzato dall'Ufficio Cartografico del Touring Club Italiano con il CNR - Consiglio Nazionale delle Ricerche (1989-1992).

Secondo il modello di circolazione atmosferica della cosiddetta scuola norvegese in generale in regime di correnti occidentali in autunno e inverno lo scontro tra masse d'aria fredda-secca di provenienza nord-europea e aria caldo-umida di provenienza subtropicale, che crea il fronte polare, avviene a latitudini più basse cosicché il nucleo attivo delle perturbazioni atlantiche passa a latitudini più basse, coinvolgendo anche l'Europa meridionale tra cui l'Italia fino al Mezzogiorno. Viceversa d'estate tale scontro avviene a latitudini più elevate coinvolgendo solo marginalmente l'Italia (in particolare Alpi e Prealpi) che nella restante parte risulta maggiormente coinvolta dagli influssi dell'anticiclone delle Azzorre o dell'anticiclone subtropicale africano. Questo, assieme alla particolare conformazione geografica italiana, all'inevitabile influsso latitudinale e alla presenza del Mediterraneo, spiega le differenze climatiche tra le varie zone del Paese.

### Nord

#### Alpi e Prealpi
Alpi e Prealpi presentano un clima alpino che è tanto più rigido quanto più elevata è l'altitudine. Il versante meridionale italiano delle Alpi gode in genere di un clima più mite rispetto ai versanti settentrionali e orientali grazie all'azione schermante della catena montuosa rispetto ai venti da nord (tramontana) che in caduta sottovento possono provocare il tipico effetto föhn. A parità di altitudine Alpi orientali e centrali tendono a essere più fredde rispetto a quelle occidentali per allontanamento dall'Atlantico e avvicinamento al blocco euroasiatico, risentendo a volte delle correnti meridionali (scirocco e libeccio) schermate invece dall'Appennino settentrionale nel caso delle Alpi occidentali. La piovosità è più elevata rispetto alla Pianura Padana e con essa anche la nevosità per effetto dell'altitudine. La stagione più piovosa è l'autunno seguita dalla primavera, l'inverno è rigido e moderatamente nevoso, l'estate è fresca e umida non mancando di frequenti rovesci e temporali. Il clima tende a essere freddo continentale nella valli alpine di bassa quota (es. Valle d'Aosta e valli del Trentino-Alto Adige).

#### Pianura Padana
La Pianura Padana gode di un clima continentale umido con sensibili escursioni termiche giornaliere e annuali chiusa com'è tra Alpi e Appennini e per l'umidità stagnante dei suoi fiumi e canali. La parte occidentale e centrale più chiusa è in media più fredda rispetto a quella orientale più umida e più aperta verso l'Adriatico. D'inverno il clima è rigido e umido con formazione di nebbie al suolo e non mancano a volte gli episodi nevosi in occasione di ondate di freddo o favoriti dal formarsi di un cuscinetto d'aria fredda e stagnante al suolo (inversione termica), l'autunno e la primavera sono le stagioni più piovose (risentendo spesso della depressione del golfo di Genova e della depressione del Golfo del Leone) mentre l'estate è calda e umida con possibilità di temporali.

### Centro e Sud
Scendendo lungo la penisola, a parità di altitudine, il clima si fa via più mite e progressivamente più secco avvicinandosi alla regione del Nord Africa e all'influsso dell'anticiclone subtropicale africano divenendo tipicamente mediterraneo lunga la fascia costiera, temperato nell'immediato entroterra e continentale nella fascia appenninica. Tuttavia sussistono delle differenze tra il versante tirrenico e quello adriatico per effetto della catena appenninica che separa due mari, il Tirreno e l'Adriatico, di differente estensione. Per effetto dei venti il clima di cui gode il versante tirrenico è infatti alquanto diverso dal clima che interessa quello adriatico.

#### Versante tirrenico e versante adriatico
Di fatto la catena appenninica tende a bloccare/esuarire le perturbazioni che vengono da ovest per effetto stau generando a sua volta favonio sul versante sottovento al punto che sul versante adriatico le piogge sono generalmente più scarse. Un fenomeno analogo, ma di segno contrario, accade anche per le temperature che, a parità di latitudine, sono più basse lungo l'Adriatico (mare chiuso e poco profondo) che lungo le coste occidentali. La differenza che si riscontra nei valori termici dei due versanti tende però a ridursi, procedendo da nord verso sud. A Genova la temperatura media di gennaio risulta di oltre 4 °C più alta che a Rimini (+8,0 °C contro +3,9 °C), a Bari e a Napoli le medie invernali sono invece molto simili. In autunno e inverno l'alto versante Adriatico (Romagna, Veneto e Friuli-Venezia Giulia) risente degli sbuffi freddo-umidi della Pianura Padana orientale e della Pianura veneto-friulana.
Va inoltre rilevato che la minore azione mitigatrice del mare Adriatico si fa ancor più evidente allontanandosi dalla costa. L'influsso mitigatore dell'Adriatico tende infatti a ridursi in modo significativo procedendo, anche di pochissimi chilometri, verso l'interno, mentre quello del Tirreno penetra più profondamente nell'entroterra: Roma, posta a oltre 20 km in linea d'aria dal litorale, risente ancora in pieno degli effetti mitigatori, anche se rispetto alla fascia strettamente litoranea dell'Agro romano la pianura attorno a Roma ha valori medi lievemente più bassi e registra un numero sensibilmente maggiore di gelate notturne.
Il divario tra i quantitativi annui di precipitazioni rimane invece piuttosto costante, con valori che tendono a mantenersi più alti a ovest anche all'estremo sud della penisola italiana. L'unica eccezione interessa la fascia costiera della Maremma che registra valori pluviometrici minori rispetto alle corrispondenti aree litoranee delle Marche, grazie alle non lontane catene montuose della Corsica e dell'isola d'Elba che deviano e/o attenuano le perturbazioni atlantiche in transito da ovest-nord-ovest verso est-sud-est e alla contemporanea relativa lontananza della dorsale appenninica, senza che vi siano frapposti sistemi montuosi particolarmente organizzati esposti ai venti umidi atlantici.
Nel periodo invernale la costa adriatica è molto più soggetta ai venti da nord-est (grecale e "burian") provenienti dai Balcani o dalla Russia con tipico effetto da stau della catena appenninica arricchendosi di umidità dall'Adriatico, al punto che a basse quote la neve compare molto più facilmente sul versante adriatico che su quello tirrenico. Una volta scavalcata la catena appenninica a ovest sul Tirreno tali venti risultano più miti e secchi per effetto föhn. Lo stesso effetto può verificarsi in regime di venti occidentali sul versante adriatico. Particolarmente piovoso risulta essere il subappennino laziale e le coste della Campania soggetta a volte ad alluvioni.
Mar Tirreno meridionale e Mar Ionio a volte sono sedi di basse pressioni specie nelle stagioni intermedie.

### Isole
Il clima delle isole (Sicilia e Sardegna) risente più della latitudine che dell'effetto marino con irruzioni dell'anticiclone subtropicale africano soprattutto in Sicilia. Il clima è mite con inverno ridottissimo in Sicilia, più lungo in Sardegna, la stagione più piovosa è l'autunno seguito dall'inverno, la primavera è molto mite e l'estate è spesso molto calda e secca. La Sardegna risulta particolarmente esposta alla depressione delle Baleari.

## Stazioni meteorologiche
In Italia esistono alcune migliaia di stazioni meteorologiche sparse nell'intero territorio nazionale.
Tra esse quelle identificabili attraverso i codici WMO e ICAO sono ufficialmente riconosciute dall'Organizzazione meteorologica mondiale, che certifica, di fatto, la correttezza delle medie climatiche calcolate generalmente con i dati rilevati nel trentennio di riferimento climatico 1961-1990, convenzionalmente fissato dalla medesima Organizzazione meteorologica mondiale.
Tutte le altre stazioni prive dei codici identificativi, pur non venendo ufficialmente riconosciute per le relative medie climatiche, sono fondamentali per lo studio del clima a scala ridotta, quale la prevenzione di alluvioni e l'allerta alla popolazione per l'arrivo di eventuali onde di calore o irruzioni di aria gelida.
Di seguito è riportata la suddivisione per aree climatiche e per regione delle varie stazioni meteorologiche.
| Italia nord-occidentale                          | Italia nord-orientale                                                   | Italia centrale                               | Italia meridionale                                   | Italia insulare      |
| - Valle d'Aosta - Piemonte - Lombardia - Liguria | - Trentino-Alto Adige - Veneto - Friuli-Venezia Giulia - Emilia-Romagna | - Toscana - Umbria - Marche - Lazio - Abruzzo | - Molise - Campania - Basilicata - Puglia - Calabria | - Sicilia - Sardegna |

## Clima italiano e mutamenti climatici
L'Italia, come ogni altra parte del globo, è stata soggetta in passato ai mutamenti climatici su scala planetaria (per esempio glaciazioni e periodi interglaciali, Piccola era glaciale, ecc.). Anche gli attuali mutamenti climatici (riscaldamento globale) hanno coinvolto la penisola italiana gettando scenari futuri preoccupanti soprattutto da parte del mainstream della comunità scientifica. In particolare rispetto agli anni sessanta-anni settanta in cui anche a livello globale si assisteva a un leggero raffreddamento del clima (dominato in Europa dall'anticiclone delle Azzorre e dall'anticiclone russo-siberiano), da metà degli anni ottanta in poi si è registrato un aumento della temperatura media con sempre maggiore influenza dell'anticiclone subtropicale africano a partire dagli anni 2000 e aumento dei fenomeni estremi quali ondate di calore, alluvioni e ritiro dei ghiacciai alpini. In particolare l'Italia è particolarmente a rischio nei cambiamenti climatici attuali trovandosi in una zona di transizione tra Nordafrica e Europa continentale con gli esperti che mettono in guardia dal rischio desertificazione nelle regioni meridionali e tropicalizzazione del clima nelle restanti zone del Paese, di cui si è avuta una parziale conferma a partire dagli anni 2010 con un'accelerazione del ciclo dell'acqua e aumento dei fenomeni alluvionali e la tropicalizzazione del Mediterraneo. Attivo e rilevante in questo senso è il Centro euro-Mediterraneo sui Cambiamenti Climatici.

### Annotazioni
1. ↑  A tale proposito si vedano le temperature medie annue registrate nelle stazioni meteorologiche di Trieste Barcola e di Trieste Porto.
2. ↑  Nelle Pelagie, e più particolarmente a Lampedusa, si registrano i valori medi più alti d'Italia per il mese di gennaio, con una temperatura media di 13,5 °C. Cfr. a tale proposito il sito di Worldclimate:  LAMPEDUSA, Weather History and Climate Data..

### Fonti
1. ↑  (EN) Present and future Köppen-Geiger climate classification maps at 1-km resolution, in Nature Scientific Data, vol. 5, 2018, DOI:10.1038/sdata.2018.214.
2. ↑   Franz Rubel, Katharina Brugger, Klaus Haslinger e Ingeborg Auer, The climate of the European Alps: Shift of very high resolution Köppen-Geiger climate zones 1800–2100, in Meteorologische Zeitschrift, vol. 26, n. 2, 24 gennaio 2017,  pp. 115-125.
3. 1 2  Atlante tematico d'Italia, Touring Club Italiano, 1990.
4. ↑   I Venti in Italia – Bisceglie Approdi SpA, su bisceglieapprodi.it. URL consultato il 13 ottobre 2021.
5. ↑   Mario Pinna, Contributo alla classificazione del clima d'Italia, in Rivista geografica italiana, vol. 2, giugno 1970,  pp. 129-152.
6. ↑   Classificazione dei climi della terra secondo il climatologo Koppen - MeteoGiornale.it, su meteogiornale.it. URL consultato il 13 marzo 2008 (archiviato dall'url originale il 15 agosto 2007).
7. ↑   I climi italiani, su isac.cnr.it. URL consultato il 13 marzo 2008 (archiviato dall'url originale il 20 maggio 2008).
8. ↑   Clima d'Italia.
9. ↑   Carta climatica d'Italia, su i-h-g.it. URL consultato il 13 marzo 2008 (archiviato dall'url originale il 15 marzo 2008).
10. 1 2 3 4 5 6  Atlante Geografico Metodico De Agostini [edizione 2001-2002], Novara, Istituto Geografico De Agostini, p. 85.
11. ↑   Mario Pinna, L'eliofania in Italia, in Memorie della Società Geografica Italiana, vol. 39, Roma, 1985,  pp. 23-58.
12. ↑   A. Lavagnini, S. Martorelli e C. Coretti, Radiazione solare in Italia: mappe mensili della radiazione globale giornaliera, Roma, CNR, Istituto di Fisica dell'Atmosfera, 1987.
13. ↑   Le temperature record assolute in Italia, su meteogiornale.it. URL consultato il 10 marzo 2008 (archiviato dall'url originale l'11 febbraio 2008).
14. ↑   Relevés météo archivés du lundi 24 juillet 2023 à Olbia - Italie | archived weather records in Olbia - Infoclimat, su www.infoclimat.fr. URL consultato il 23 luglio 2024.
15. ↑   Foggia Amendola, su Temperature estreme in Toscana. URL consultato il 16 novembre 2020.
16. ↑   Annale Idrologico 1957: Muravera +47,2 °C il 12/08/1957 (GIF), su 193.206.192.243. URL consultato il 3 giugno 2021 (archiviato dall'url originale il 7 luglio 2012).
17. ↑   Relevés météo archivés du lundi 24 juillet 2023 à Decimomannu - Italie | archived weather records in Decimomannu - Infoclimat, su www.infoclimat.fr. URL consultato il 23 luglio 2024.
18. ↑  (EN) World Meteorological Organization: WMO is monitoring potential new temperature records, su public.wmo.int, 17 luglio 2023. URL consultato il 21 luglio 2023 (archiviato dall'url originale il 17 luglio 2023).
19. ↑   TEMPERATURE INVERNALI ESTREME NEI PAESI PIU' FREDDI DELLE ALPI a cura di Bruno Renon ARPAV (PDF).
20. ↑   fonte: ex-Ufficio Idrografico di Venezia.
21. ↑   Pag. 26: Annale idrologico 1956: valori medi ed estremi della temperatura a Città di Castello, su idrografico.roma.it. URL consultato il 3 dicembre 2010 (archiviato dall'url originale il 5 dicembre 2010).
22. ↑   Meteo Meteorologia link Roma Gruppo Astrofili Hipparcos Astronomia (archiviato dall'url originale il 20 gennaio 2009).
23. ↑   Record meteo estremi, su meteo-net.it. URL consultato il 22 dicembre 2018 (archiviato dall'url originale il 26 dicembre 2008).
24. ↑   Il record del freddo spetta al Cansiglio. (archiviato dall'url originale il 4 settembre 2005)., L'Amico del Popolo del 05/03/2005. URL consultato il 13/05/2010.
25. ↑   Freddo record in Abruzzo: −37,4 °C ai piani di Pezza, nel territorio di Rocca di Mezzo - Meteo Web.
26. ↑  https://www.caputfrigoris.it/pubblicazioni/Alpi.pdf
27. ↑  Mercalli 2004, p. 116.
28. ↑   Nuovo record italiano di temperatura minima in dolina: sfiorati i -50 °C sulle Alpi orientali.
29. ↑   Centro Meteo Lombardo (JPG), su centrometeolombardo.com. URL consultato il 19/04/2024.
30. ↑   Dati climatologici medi, su eurometeo.com.
31. ↑   meteoAM.it - Climatologia - Atlante climatico.
32. ↑  http://clima.meteoam.it/AtlanteClim2/pdf/(076)Bergamo%20Orioalserio.pdf
33. ↑  http://clima.meteoam.it/AtlanteClim2/pdf/(080)Milano%20Linate.pdf
34. ↑   008.xls (PDF).
35. ↑  http://clima.meteoam.it/AtlanteClim2/pdf/(140)Bologna.pdf
36. ↑   Clima Italia: temperature medie estive aggiornate al 2024, in ISAC CNR.
37. ↑   Estate 2003, la più calda di sempre, su centrometeoitaliano.it, 18 agosto 2012. URL consultato il 5 settembre 2014 (archiviato dall'url originale il 5 settembre 2014).
38. ↑   in ritardo l'anticiclone. estate ancora lontana, in Corriere della Sera, 5 luglio 1992 (archiviato dall'url originale il 20 novembre 2015).
39. ↑   L'Estate che non c'è: Agosto 1995, va in ferie anche l'anticiclone.
40. ↑   Aduc - Comunicato - Una Estate Torrida? Ma Chi L'Ha Detto?.
41. 1 2 3   Mario Giuliacci, Estate 2016: rinfreschiamo la memoria, in METEO GIULIACCI.IT, 31 luglio 2016. URL consultato il 2 novembre 2017 (archiviato dall'url originale il 7 novembre 2017).
42. ↑   Luglio 2000, l'eccezionale ondata di freddo artico nel cuore dell'estate [collegamento interrotto], in meteogiornale. URL consultato il 2 novembre 2017.
43. ↑   La bizzarra Estate del 2002, su centrometeoitaliano.it, 17 giugno 2012. URL consultato il 26 agosto 2014 (archiviato dall'url originale il 27 agosto 2014).
44. ↑   https://www.isac.cnr.it/climstor/DPC/ARCHIVIO/TMM/2004/TMM_ANOM_ITA_2004_su.png (PNG), su isac.cnr.it.
45. ↑   Mario Giuliacci, Estate 2019: molto calda ma non da record [collegamento interrotto], su meteogiuliacci.it, 4 giugno 2019. URL consultato il 17 gennaio 2022.
46. ↑   https://www.isac.cnr.it/climstor/DPC/ARCHIVIO/TMM/2005/TMM_ANOM_ITA_2005_su.png (PNG), su isac.cnr.it.
47. ↑   https://www.isac.cnr.it/climstor/DPC/ARCHIVIO/TMM/2006/TMM_ANOM_ITA_2006_su.png (PNG), su isac.cnr.it.
48. ↑   https://www.isac.cnr.it/climstor/DPC/ARCHIVIO/TMM/2007/TMM_ANOM_ITA_2007_su.png (PNG), su isac.cnr.it.
49. ↑   https://www.isac.cnr.it/climstor/DPC/ARCHIVIO/TMM/2010/TMM_ANOM_ITA_2010_su.png (PNG), su isac.cnr.it.
50. ↑   Giuliacci: estate più piovosa degli ultimi 10 anni, ma Ferragosto col sole, su ilgiornale.it, il Giornale, 16 agosto 2011. URL consultato il 17 gennaio 2022.
51. ↑   https://www.isac.cnr.it/climstor/DPC/ARCHIVIO/TMM/2011/TMM_ANOM_ITA_2011_su.png (PNG), su isac.cnr.it.
52. ↑   Climate Monitoring for Italy (PNG), su isac.cnr.it.
53. ↑   Previsioni Meteo settembre: sarà un mese freddo e super-piovoso, estate addio in anticipo.
54. ↑   Mauro Meloni, Luglio e l'estate in vacanza: clima fresco e temperature ben sottomedia, su tempoitalia.it, 8 agosto 2014. URL consultato il 14 settembre 2014 (archiviato dall'url originale il 14 settembre 2014).
55. 1 2   Clima agosto sull'Italia, i dati CNR: gran fresco solo al Nord - MeteoGiornale.it[collegamento interrotto].
56. ↑   Climate Monitoring for Italy (PNG), su isac.cnr.it.
57. ↑   Agosto 2016: è stato caldissimo, caldo o fresco? [collegamento interrotto], su meteogiuliacci.it, Mario Giuliacci, 29 agosto 2016. URL consultato il 21 ottobre 2022.
58. ↑   https://www.isac.cnr.it/climstor/DPC/ARCHIVIO/TMM/2016/TMM_ANOM_ITA_2016_su.png (PNG), su isac.cnr.it.
59. ↑   Luca Lombroso, I numeri della grande estate 2018, su ilmeteo.net, Il Meteo, 15 settembre 2018. URL consultato il 17 gennaio 2022.
60. ↑   https://www.isac.cnr.it/climstor/DPC/ARCHIVIO/TMM/2018/TMM_ANOM_ITA_2018_su.png (PNG), su isac.cnr.it.
61. ↑   Italia, l’Estate 2020 è stata più piovosa della media: i dati, su iconaclima.it, Iconaclima, 14 settembre 2020. URL consultato il 17 gennaio 2022.
62. ↑   https://www.isac.cnr.it/climstor/DPC/ARCHIVIO/TMM/2020/TMM_ANOM_ITA_2020_su.png (PNG), su isac.cnr.it.
63. ↑   MARZO 1987 UNA STORICA SEQUENZA DI GELO « 3B Meteo, su 3bmeteo.com. URL consultato il 15 maggio 2015 (archiviato dall'url originale il 18 maggio 2015).
64. ↑   Caldo E Afa, in Corriere della Sera, 30 maggio 1999 (archiviato dall'url originale il 18 maggio 2015).
65. ↑   MAGGIO 2004: UN\'ECCEZIONE? « 3B Meteo, su 3bmeteo.com. URL consultato il 31 dicembre 2014 (archiviato dall'url originale il 18 maggio 2015).
66. ↑   Il super caldo di Maggio 2009 e i suoi record - MeteoGiornale.it. URL consultato il 31 dicembre 2014 (archiviato dall'url originale il 18 maggio 2015).
67. ↑   Clima Maggio: secco e caldo al Nord «3B Meteo.
68. ↑  https://www.ansa.it/meteo/news.html?id=70181&pg=1&sez=18
69. ↑   METEO ITALIA – Maggio 2022 il secondo più CALDO dal 1800, prosegue la siccità; i dati del CNR, su centrometeoitaliano.it, 11 giugno 2022. URL consultato il 15 maggio 2023.
70. 1 2   Maggio 2013 travestito da autunno: freddo e piogge da record, qualche dato - MeteoGiornale.it[collegamento interrotto].
71. ↑   Clima, i dati della primavera 2013 in Italia: piogge da record, anomalie eccezionali al nord.
72. ↑   1995: UN MAGGIO PARTICOLARE « 3B Meteo, su 3bmeteo.com. URL consultato il 5 settembre 2014 (archiviato dall'url originale il 5 settembre 2014).
73. ↑   MAGGIO 2004, UN MESE NETTAMENTE FREDDO RISPETTO ALLE MEDIE « 3B Meteo, su 3bmeteo.com. URL consultato il 5 settembre 2014 (archiviato dall'url originale il 5 settembre 2014).
74. ↑   Meteo - MAGGIO, le ONDATE DI FREDDO e il comportamento sorprendente del VORTICE POLARE. L'analisi, su 3BMeteo | Previsioni Meteo, 4 maggio 2019. URL consultato il 7 maggio 2019.
75. ↑   Anomalia di temperatura a Maggio (fonte ISAC-CNR) - Maggio 2012 Italia: anomalie di temperatura e pioggia, su 3BMeteo | Previsioni Meteo. URL consultato il 22 maggio 2016.
76. ↑   Meteo - Maggio 2013: il più freddo dal 1991 nell'Italia del Nord Ovest - GENOVA OGGI NOTIZIE, su genova.ogginotizie.it. URL consultato il 22 maggio 2016 (archiviato dall'url originale il 12 agosto 2016).
77. ↑   Maggio 2015, ondata di caldo. Esattamente un anno fa invece... «3B Meteo.
78. ↑   Maggio 2016: il più freddo degli ultimi 25 anni al Nord, su meteogiuliacci.it (archiviato dall'url originale il 26 maggio 2016).
79. ↑   Clima: Maggio 2019 freddo in Italia ma molto caldo a livello globale | CMER, su Centro Meteo Emilia Romagna, 6 giugno 2019. URL consultato il 7 giugno 2019.
80. ↑   Meteo. Maggio 2019 sotto media termica e piovoso, su 3BMeteo | Previsioni Meteo, 1º giugno 2019. URL consultato il 1º giugno 2019.
81. ↑   Maggio 2021 più freddo di – 0.45° C rispetto alla media di riferimento, su Meteoservice - È tempo di.. Cambiare, 11 giugno 2021. URL consultato il 15 maggio 2023.
82. ↑   Peppe Caridi, Clima, Maggio è stato freddo e ultra piovoso in tutto il Mediterraneo: i dati Copernicus smentiscono i catastrofisti, su MeteoWeb, 7 giugno 2023. URL consultato il 7 giugno 2023.
83. ↑   isac.cnr.it,  https://www.isac.cnr.it/climstor/climate/latest_month_TMM.html. URL consultato l'11 giugno 2023.
84. ↑   Ottobre in Italia, che anomalie: il QUARTO PIU' CALDO dal 1800 - MeteoGiornale.it[collegamento interrotto].
85. ↑   Ottobre 2004, il più caldo della storia. URL consultato il 5 settembre 2014 (archiviato dall'url originale il 5 settembre 2014).
86. ↑   In Italia mai così caldo dal 1800: un ottobre da record.
87. ↑   Questo ottobre: caldo record?, su meteogiuliacci.it, 22 ottobre 2012. URL consultato il 5 settembre 2014 (archiviato dall'url originale il 5 settembre 2014).
88. ↑   Al mare anche a fine ottobre. La "calda anomalia" dell'Italia - Repubblica.it.
89. ↑   Clima Italia: Ottobre 2014 più caldo di sempre, oltre 3 °C sopra media! «3B Meteo.
90. ↑  Enciclopedia monografica del Friuli-Venezia Giulia, vol. 1, parte I, p. 459.
91. ↑  Apat, Annali idrologici. Compartimento di Venezia, parte 1, anno 1960, p. 206.
92. ↑   Medie Clino 1961-1990 e Atlante Climatico 1971-2000 (archiviato dall'url originale il 7 giugno 2017).
93. ↑   Copia archiviata (GIF), su marcopifferetti.altervista.org. URL consultato il 21 ottobre 2012 (archiviato dall'url originale il 24 dicembre 2011).
94. ↑  http://www.meteocasnate.it/medianeve.jpg
95. 1 2   Copia archiviata (JPG), su i46.tinypic.com. URL consultato il 21 ottobre 2012 (archiviato dall'url originale il 26 febbraio 2014).
96. 1 2   a): Carta delle precipitazioni nevose medie annue in Italia b): Carta della durata del manto nevoso in giorni in Italia.
97. ↑  http://www.stemeteo.net/Passo%20del%20Tonale.htm
98. ↑   CARATTERI GENERALI DELLA DISTRIBUZIONE SPAZIO - ALTITUDINALE DEI FENOMENI DI INNEVAMENTO in Neve e Valanghe n.60 - Aineva (archiviato dall'url originale il 6 giugno 2015).
99. ↑   Annali idrologici APAT, parte 1, anno 1951, pag. 326.[collegamento interrotto]
100. 1 2  Mercalli 2003, p. 258.
101. ↑  Accordi et al. 1993.
102. ↑  https://agriregionieuropa.univpm.it/it/content/article/31/21/i-cambiamenti-climatici-italia-quadro-attuale-scenari-gap-conoscitivi
103. ↑  http://espresso.repubblica.it/attualita/2017/03/16/news/WWF-cambiamento-climatico-tutti-i-rischi-per-l-Italia-1.297244
104. ↑   Gli impatti del cambiamento climatico, in Corriere della Sera.

### Riviste e periodici
- Aeronautica Militare. Ufficio Generale per la Meteorologia. Rivista di Meteorologia Aeronautica, Roma (pubblicazione trimestrale).
- Istat, Annuario di statistiche meteorologiche, Roma, (pubblicazione annuale).